# Rai
Rai − Radiotelevisione Italiana S.p.A., conosciuta come Rai, è una società pubblica italiana controllata dallo Stato italiano attraverso il Ministero dell'economia e delle finanze e concessionaria in esclusiva del servizio pubblico radiofonico e televisivo in Italia.
È il primo polo televisivo in Italia e una delle più grandi aziende di comunicazione d'Europa, nonché il quinto gruppo televisivo del continente. Nata nel 1924 con il nome di Unione Radiofonica Italiana (URI), divenne Ente Italiano per le Audizioni Radiofoniche (EIAR) nel 1927, poi Radio Audizioni Italia (RAI) nel 1944 e infine RAI − Radiotelevisione Italiana nel 1954.
Ha sede a Roma presso il Palazzo della Direzione generale Rai di viale Giuseppe Mazzini, 14.

## Storia

### 1924-1927: Unione Radiofonica Italiana
L'8 febbraio 1923 venne pubblicato il regio decreto n. 1067, che affidava allo Stato l'esclusiva sulle radioaudizioni circolari da esercitare tramite società concessionarie tra cui la Unione Radiofonica Italiana di Torino, la Società Italiana Radio Audizioni Circolari (SIRAC), fondata da Riccardo Gualino, e la Società Anonima Radiofono - Società Italiana per le Radiocomunicazioni Circolari (Radiofono), fondata nel settembre 1923 dalla Marconi Company di proprietà di Guglielmo Marconi. Proprio la Radiofono, il 20 marzo 1924, installò a Centocelle una stazione di prova, ma il 25 marzo non riuscì a trasmettere un discorso pronunciato da Benito Mussolini al Teatro Costanzi di Roma, forse a causa di profonde interferenze elettriche interne.
Il 3 giugno 1924 il Ministro delle comunicazioni Costanzo Ciano indirizzò una lettera alle società che avevano fatto richiesta per la concessione invitandole a trovare un accordo. Il compromesso raggiunto portò alla nascita dell'URI, Unione Radiofonica Italiana, costituita dalla fusione della Radiofono con la SIRAC, con capitale sociale di 1.400.000 lire (85% della Radiofono e 15% della SIRAC). Presidente della società venne nominato Enrico Marchesi, proveniente dalla FIAT, dove aveva ricoperto per parecchi anni l'incarico di direttore amministrativo. Il Vice presidente era Luigi Solari, persona molto vicina agli interessi di Guglielmo Marconi che, forte dell'invenzione della radio, stava cercando di creare un modello che ricalcasse quello adottato in altri Paesi.
Le trasmissioni iniziarono il 6 ottobre alle ore 21. Il primo, storico, annuncio venne letto dalla violinista Ines Viviani Donarelli nello studio romano di palazzo Corrodi, dove si trovava la prima stazione trasmittente di San Filippo in Roma, prodotta dalla Marconi.

Il messaggio recitava:
Il programma, della durata di un'ora e mezza, previde la trasmissione di musica operistica, da camera e da concerto, con un bollettino meteorologico e notizie di borsa.
Il 27 novembre 1924 il governo assegnò alla società privata URI la concessione, in esclusiva, del servizio delle radioaudizioni circolari per la durata di sei anni (prorogabili per altri quattro), assegnazione sancita dal Regio decreto 14 ottobre 1924, n. 2191 Concessione dei servizi radioauditivi circolari alla Società Anonima Unione Radiofonica Italiana (U.R.I.) pubblicato in G.U. n. 11 del 15 gennaio 1925 pp. 164–167. In particolare si sancì che l'URI era l'unica emittente radiofonica italiana autorizzata a diffondere notizie di interesse pubblico e che il Governo era il solo a concedere il placet per la trasmissione di notizie di agenzie di stampa diverse dall'Agenzia Stefani.
Nel gennaio 1925 nacque Radiorario, rivista settimanale dell'URI che promuoveva il nuovo mezzo. Vennero aperte altre due stazioni radiofoniche, prima a Milano e poi a Napoli. Nel 1926 La SIRAC e la URI fondarono la Società Italiana Pubblicità Radiofonica Anonima (SIPRA), per gestire la pubblicità radiofonica.

### 1927-1944: Ente Italiano per le Audizioni Radiofoniche

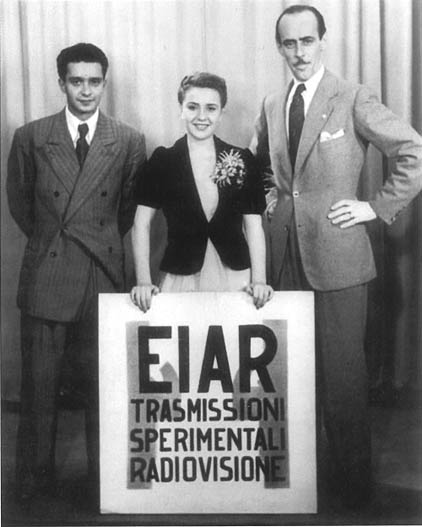
Vittorio Veltroni, Lidia Pasqualini e Niccolò Carosio, attivi nelle trasmissioni televisive (dette in radiovisione) prima sperimentali e poi con regolare palinsesto a partire dal 1939, dell'EIAR

Il 17 novembre 1927, con R.D. n. 2207, si stabilì la trasformazione dell'URI nell'Ente italiano per le audizioni radiofoniche (EIAR), sotto forma di società anonima (società per azioni dal 1942), la creazione di un comitato di vigilanza sulle radiodiffusioni e una nuova concessione. Sebbene l'azienda fosse privata (tra i soci vi erano la General Electric, la Società idroelettrica piemontese e la FIAT), il decreto imponeva che, insieme alla concessione esclusiva di 25 anni, quattro membri del consiglio di amministrazione dovevano essere rappresentanti del governo e che lo statuto e le sue modifiche dovevano essere approvate dal ministro delle Poste e Telecomunicazioni.
Il fenomeno delle radioaudizioni prese il via a partire dagli anni trenta, agevolato dalle iniziative del regime che dotò ogni casa del Fascio di un apparato ricevente denominato radio popolare e assunse in seguito il motto "Ogni paese deve avere la sua radio", sostenendo la diffusione di apparecchi economici come la radio Rurale e la radio Balilla. Lungo tutta la penisola vennero aperte stazioni radio sia in onde medie, ad esempio a Trieste, Bari, Palermo, sia in onde corte, utilizzate per le trasmissioni verso i paesi del Mediterraneo, dell'America meridionale e dell'Asia. Iniziarono inoltre le sperimentazioni sulla radiovisione.
Nel 1931 l'EIAR acquistò il Teatro di Torino di via Verdi e lo adibì ad Auditorium per ospitare la sede della propria Orchestra Sinfonica Nazionale. Il 23 marzo 1933 la SIP divenne azionista di maggioranza della società. Il 26 settembre 1935 le trasmissioni passarono sotto il controllo del Ministero per la stampa e la propaganda, mentre l'aspetto tecnico rimase controllato dal Ministero delle Comunicazioni.
Nel 1934 iniziò la fase sperimentale delle trasmissioni televisive (dette allora in radiovisione).
Nel 1939 terminò la fase sperimentale e iniziò la trasmissione con regolare palinsesto dalle sedi di Milano, Torino e Roma, effettuate a partire dalla XI Mostra della Radio e la XXI Fiera di Milano. L'entrata in guerra dell'Italia fermò le trasmissioni televisive, che sarebbero riprese con regolarità solo nel 1954.
Dopo l'armistizio dell'8 settembre le sedi locali dell'EIAR continuarono a operare autonomamente: le stazioni radio di Palermo, Napoli e Bari, una volta occupate dagli Alleati, furono gestite dal Psychological Warfare Branch; nella Repubblica Sociale Italiana l'EIAR rimase l'organo del regime.

### 1944-1953: Radio Audizioni Italia
Il 26 ottobre 1944, tramite decreto legislativo luogotenenziale, l'EIAR fu riaperta nell'Italia liberata. Il commissario straordinario dell'ente Luigi Rusca la rinominò Radio Audizioni Italia (RAI). Il primo presidente della società, avente come socio di maggioranza la SIP, fu Arturo Carlo Jemolo, il quale rimase in carica meno di un anno, dal 1945 al 1946, quando divenne presidente il democristiano Giuseppe Spataro. Il 25 aprile 1945 la sede bustocca dell'EIAR assunse la denominazione di Radio Busto Libera; il successivo 28-29 aprile annunciò per prima la Caduta della Repubblica Sociale Italiana.

#### Il dopoguerra
Alla fine della seconda guerra mondiale, erano rimaste solo dodici stazioni a onde medie e due a onde corte. Le stazioni dell'Italia settentrionale furono poste sotto il controllo del Comitato di Liberazione Nazionale. Nel 1945 il sistema radiofonico italiano fu riunificato sotto la Rai e i trasmettitori superstiti furono organizzati in due reti: le stazioni dell'Italia centromeridionale, già gestite dal PWB e dal governo, vennero costituite nella "rete rossa"; mentre le stazioni dell'Italia settentrionale, prima gestite dal CLN, diventarono la "rete azzurra". La rete azzurra aveva sede a Torino con uffici decentrati a Milano e comprendeva le stazioni di Torino I, Milano I, Genova I, Bologna, Venezia, Verona, Padova, Bolzano, nonché quelle di Roma II, Napoli II e Bari II; mentre la rete rossa aveva sede a Roma con uffici a Firenze e comprendeva le stazioni di Roma I, Napoli I, Bari I, Firenze, Palermo, Catania, Sanremo, nonché Torino II, Milano II e Genova II.
Il 25 giugno 1946, giorno dell'insediamento dell'Assemblea Costituente, iniziarono le trasmissioni di Oggi al Parlamento.
Nel 1948 terminò la ricostruzione dell'infrastruttura radiofonica, danneggiata durante la guerra, con il completamento della nuova rete nazionale di ventotto trasmettitori. Le due reti si espansero fino a coprire tutto il territorio nazionale. Inoltre, nel settembre di quell'anno, si tenne la prima edizione del Premio Italia, dedicato alle opere radiofoniche, istituito grazie anche al direttore generale Salvino Sernesi.
Nel 1949 entrò in funzione il nuovo impianto di Prato Smeraldo per le trasmissioni all'estero in italiano (distinte per l'Europa, per le Americhe, per l'Australia e Nuova Zelanda, per l'Africa Orientale e il Vicino Oriente), in inglese (per l'Europa, per l'Australia e Nuova Zelanda, per il Medio-Estremo Oriente, per il Sudafrica, per il Nordamerica), in francese (per l'Europa, per il Nordafrica e Vicino Oriente, per il Medio-Estremo Oriente, per il Canada), in spagnolo (per l'Europa e per l'America Latina), in portoghese (per l'Europa e per il Brasile), in arabo, persiano, turco, cinese, giapponese, indonesiano, hindi, urdu, bengali, esperanto, tedesco, danese, svedese, fiammingo, polacco, ceco, slovacco, ungherese, romeno, bulgaro, serbo, albanese, ucraino, lituano, russo e greco.
Nell'immediato dopoguerra furono inaugurati anche i programmi in tedesco e ladino di Sender Bozen e quelli in sloveno di Radio Trieste. Il 15 settembre 1949 la RAI creò la propria casa editrice, la Edizioni Radio Italiana (ERI), interamente controllata dalla società madre, che si aggiungeva alle consociate storiche Sipra e Fonit Cetra. Nello stesso anno la Rai riprese, dopo dieci anni, la sperimentazione delle trasmissioni televisive: dapprima a Roma e successivamente a Torino, dove fu costruito anche uno studio di registrazione. L'incontro Juventus-Milan 1-7 del 5 febbraio 1950 fu la prima partita di calcio a venire ripresa dalle telecamere. Nello stesso febbraio 1950 fu creata l'Unione europea di radiodiffusione (UER), nella quale la Rai ottenne un posto permanente nel consiglio di amministrazione, per sostituire l'OIRT, dalla quale i paesi occidentali si erano staccati a causa della guerra fredda.
Il 12 febbraio 1950 nasce l'Unione europea di radiodiffusione, di cui la Rai è tra le 23 organizzazioni di broadcasting fondatrici.
Il 10 settembre 1952, dalla sede RAI di Milano, venne avviato in forma sperimentale il primo telegiornale: la prima notizia trasmessa riportava la regata storica di Venezia.

#### L'espansione radiofonica e la nascita del "canone"
Nello stesso anno viene creato il Terzo Programma radiofonico, il primo tra quelli attivi a essere trasmesso in modulazione di frequenza. Il palinsesto radiofonico fu così ristrutturato intorno a tre diversi programmi nazionali: il Programma Nazionale generalista, il Secondo Programma di intrattenimento leggero e il neonato Terzo Programma culturale. Grossomodo, il Programma Nazionale proseguiva la rete rossa, mentre il Secondo Programma era la continuazione della rete azzurra.
In questo periodo la Rai aveva vari complessi artistici stabili. Per la musica classica le tre orchestre e cori delle sedi regionali di Torino, Milano e Roma (cui nel 1957 si aggiungerà l'Orchestra da Camera "Alessandro Scarlatti" di Napoli). Per il teatro le compagnie di prosa di Firenze e Torino, nonché la compagnia del teatro comico musicale di Roma e la compagnia di rivista di Milano.
Il 26 gennaio 1952 il Governo firmò una convenzione con cui venne concessa alla Rai l'esclusiva delle radioaudizioni circolari, della televisione e della filodiffusione fino al 15 dicembre 1972. Contestualmente, tutte le azioni della società passarono all'IRI, ponendo la RAI sotto il controllo indiretto del governo italiano. L'anno successivo, le azioni della SIPRA furono spartite tra IRI e RAI. Il 19 novembre si decise l'istituzione del canone televisivo introdotto l'anno successivo.

### 1954-1970: la RAI diventa Radiotelevisione Italiana

#### L'avvio delle trasmissioni televisive
(Milano, 3 gennaio 1954, ore 11. L'annuncio di Fulvia Colombo che sancisce la nascita della televisione pubblica in Italia.)

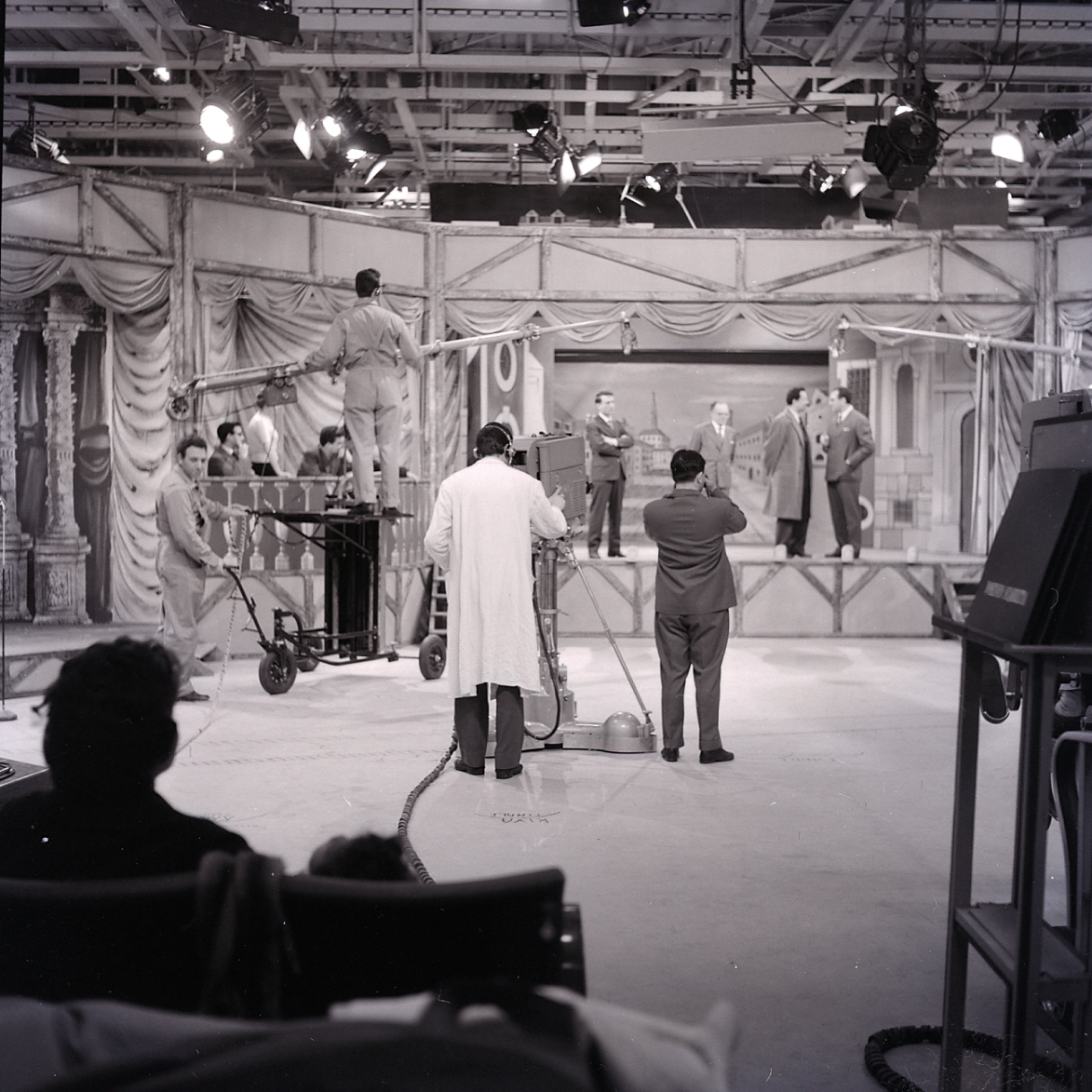
Uno studio nel centro televisivo Rai di via Teulada a Roma, foto di Paolo Monti, 1958

Alle ore 11:00 del 3 gennaio 1954, l'annunciatrice Fulvia Colombo diede ufficialmente avvio alle trasmissioni televisive regolari del Programma Nazionale (l'attuale Rai 1), leggendo un annuncio speciale in diretta dagli studi di Milano. Alle 14:30 dello stesso giorno, invece, andò in onda il primo programma televisivo in assoluto, Arrivi e partenze, condotto da Mike Bongiorno e Armando Pizzo. Alle 20:45, venne trasmessa la prima edizione regolare del telegiornale, diretto da Vittorio Veltroni e condotto da Riccardo Paladini. Infine, alle 23:15, andò in onda la prima puntata de La Domenica Sportiva, il programma più longevo della televisione italiana ancora oggi in onda. In quest'ultima trasmissione, condotta da Nicolò Carosio, furono mostrate le prime immagini di una partita, Inter-Palermo, che si era conclusa sul 4-0 per i nerazzurri; Sergio Brighenti, autore di una tripletta durante l'incontro, diventò il primo calciatore ospite del programma.
Come conseguenza dell'estensione della propria attività al settore televisivo, il 10 aprile 1954 la Radio Audizioni Italiane S.p.A. cambiò la denominazione sociale in Rai - Radiotelevisione Italiana S.p.A.
L'avvio delle trasmissioni televisive comportò, durante gli anni cinquanta, la costruzione della rete nazionale dei trasmettitori televisivi: ai già esistenti impianti di Torino-Eremo, Milano-Corso Sempione e Roma-Monte Mario si aggiunsero, nel 1953, i centri di Monte Penice, Portofino Vetta, Monte Peglia e Monte Serra, e nel 1954 Monte Venda, cosicché nel 1954 era coperto il 36% circa della popolazione. Nel 1955 venne aggiunto Monte Faito, e nel 1956 la rete venne completata con gli impianti di Monte Argentario, Monte Conero, Monte Nerone, Monte Vergine, Monte Caccia, Monte Sambuco, Monte Scuro, Gambarie, Monte Pellegrino, Monte Soro, Monte Limbara e Punta Badde Urbara.
Fra il 28 e il 29 aprile del 1955, si tenne la prima telecronaca di una seduta parlamentare, in occasione delle elezioni del Presidente della Repubblica che assegnarono l'incarico a Giovanni Gronchi. L'anno successivo, i VII Giochi olimpici invernali, disputatisi a Cortina d'Ampezzo, furono i primi a essere trasmessi a un'audience internazionale in Eurovisione. I diritti di trasmissione furono ceduti gratuitamente alla Rai, alla quale fu riconosciuto anche un rimborso spese di 10 milioni di lire per coprire i costi per portare le apparecchiature fino a Cortina.
Nel 1957, con un decennio di anticipo rispetto alla tempistica inizialmente prevista, tutto il territorio italiano fu coperto dal segnale televisivo. Il 3 febbraio la Rai iniziò a trasmettere messaggi pubblicitari in TV con Carosello, mentre il 19 dicembre a Roma venne inaugurato lo storico centro di produzione televisivo di via Teulada 66.
Il 25 novembre 1958, iniziarono le trasmissioni dei corsi di Telescuola, rivolti ai ragazzi impossibilitati a frequentare la scuola obbligatoria. A questo programma, nel 1960, si sarebbe affiancato Non è mai troppo tardi, rivolto invece agli adulti analfabeti e condotto dal maestro e pedagogista Alberto Manzi.
Nel dicembre 1958 prese il via anche il servizio di filodiffusione, in collaborazione con la SIP. Oltre ai tre canali radiofonici trasmetteva due canali di sola musica, uno di musica leggera e uno di musica classica ("Auditorium").

#### La nascita degli altri canali
Nel 1960 debuttò il programma radiofonico Tutto il calcio minuto per minuto, programma storico tuttora in onda su Rai Radio 1. Il 4 novembre 1961 Rosanna Vaudetti inaugurò la seconda rete televisiva, denominata Secondo Programma, oggi Rai 2. Il 21 aprile 1962 venne promulgata una legge che vietava la diffusione di film e di opere teatrali, attraverso radio e televisione, che non avessero ottenuto il permesso del Ministero del turismo e dello spettacolo. Verso la fine del 1963 iniziarono a Roma le prove di trasmissione della TV a colori con i sistemi NTSC, SÉCAM e PAL. Dal gennaio del 1964 in tutta Italia vennero effettuate prove quotidiane per l'industria.
Nel 1965 si tenne per la prima volta in Italia l'Eurovision Song Contest, ospitato nell'Auditorium Rai di Napoli: l'azienda ne curò anche le trasmissioni. Il 3 maggio 1966, su invito della UER, la Rai organizzò delle dimostrazioni di TV a colori con diversi standard per i rappresentanti di UER e OIRT e delle industrie. Il 15 luglio 1967 la Rai partecipò al primo collegamento televisivo satellitare diretto con tutti i continenti. Nel 1968 andò in onda lo sceneggiato Odissea, prima produzione realizzata a colori. Nel 1965 la Direzionale Generale Rai si sposta nella nuova sede di viale Mazzini nel quartiere Prati di Roma, primo edificio realizzato interamente in acciaio e vetro progettato dall'architetto Francesco Berarducci, è uno degli edifici più rilevanti dell'architettura italiana del dopoguerra, vincitore del premio Inarch 1965, che diventerà l'immagine stessa della Rai trasmessa ogni giorno di apertura dei telegiornali da allora a oggi.

### 1970-2000

#### L'espansione territoriale
Tra il 1969 e il 1970 la Rai instaurò vari collegamenti satellitari con diversi paesi nel mondo: Brasile, Messico, Argentina, Australia e Giappone. Nel maggio 1970 Rai, SIPRA e altri costituirono il Comitato Pubblicità Progresso, per campagne pubblicitarie di pubblico interesse. Il 5 maggio 1971 Rai e SIP si impegnarono a diffondere maggiormente la filodiffusione almeno in tutti i capoluoghi di provincia. Il 21 maggio il Ministero della Pubblica Istruzione e la Rai firmarono una convenzione per potenziare le trasmissioni radiotelevisive a carattere formativo, come Telescuola.

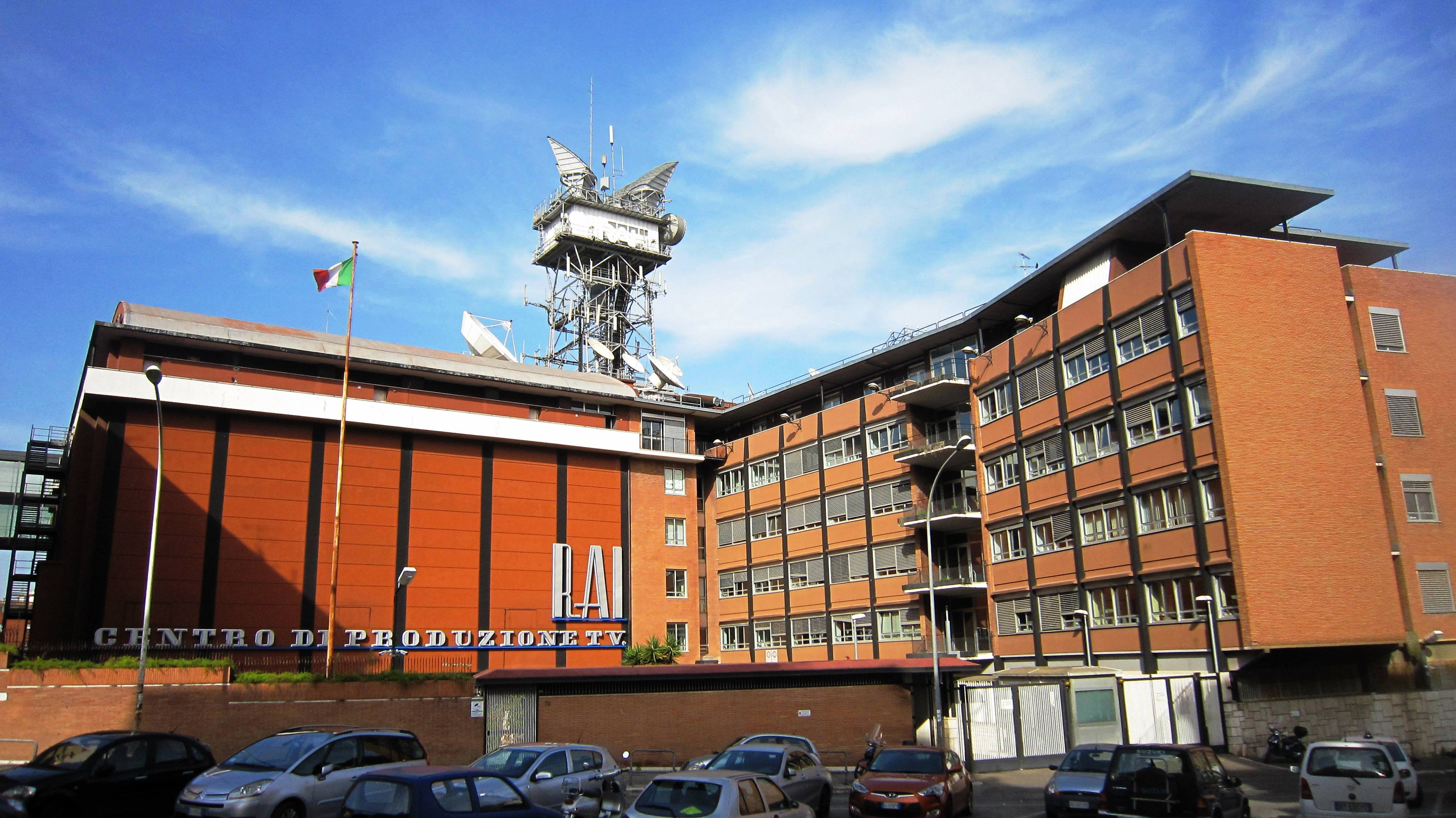
Rai CPTV di Roma, via Teulada 66

Nel 1972, i Giochi della XX Olimpiade, tenutisi a Monaco di Baviera, furono trasmessi a colori, dopo parere affermativo del Consiglio Superiore Tecnico delle Telecomunicazioni, con sistemi PAL e SECAM. Anche quelle di Montréal quattro anni dopo vedranno l'utilizzo di tale tecnica. Il 15 dicembre terminò la concessione dei servizi radiotelevisivi, che venne prorogata di un anno fino all'approvazione della riforma del settore radiotelevisivo. Nella stessa sede si stabilì che il controllo della SIPRA fosse assunto interamente dalla Rai.
Il 20 marzo 1973 ebbero inizio le trasmissioni sperimentali per le persone affette da sordità: queste non erano solo di puro intrattenimento, coprivano anche le informazioni e i problemi di inserimento nella società. Alla fine dell'anno, poiché non era stata ancora varata nessuna legge, venne fatta una proroga della concessione fino all'aprile dell'anno successivo. Arrivati alla scadenza della seconda proroga, tramite decreto legge ratificato successivamente, ne venne emessa un'altra che sarebbe durata fino all'approvazione della riforma del settore e, comunque, non oltre il 30 novembre.

#### La riforma del 1975
Il 14 aprile 1975 viene approvata la Legge n. 103 che portò a una prima riforma della Rai: il controllo della società passava dal Governo al Parlamento, attraverso la Commissione parlamentare per l'indirizzo generale e la vigilanza dei servizi radiotelevisivi, per garantire il pluralismo della società. Venne decisa la realizzazione di una terza rete nazionale da affiancare alle prime due; queste ultime vennero ribattezzate Rete 1 (o TV1) e Rete 2 (o TV2). Si sancì, inoltre, che la concessione dovesse essere data a una società per azioni completamente pubblica, quindi le azioni vennero suddivise tra IRI, con il 99,55%, e la SIAE, con lo 0,45%. Infine si stabilì che il consiglio di amministrazione fosse composto da "16 membri, di cui: sei eletti dall'assemblea dei soci; dieci eletti dalla Commissione parlamentare con la maggioranza di tre quinti dei suoi componenti, dei quali 4 scelti sulla base delle designazioni effettuate dai consigli regionali". L'11 agosto, con la nuova convenzione, il Ministero delle poste e delle telecomunicazioni concesse alla Rai, per sei anni, in esclusiva il servizio radiotelevisivo, mentre il servizio di radiofonia circolare non era in esclusiva.
Per ottemperare agli obblighi di legge, il 30 gennaio 1976 entrarono in funzione le nuove strutture generali. La produzione televisiva venne articolata intorno alle due reti, sulle quali le informazioni erano garantite da TG1 e TG2; i programmi radiofonici furono suddivisi in tre reti con altrettanti giornali radio. Questi erano affiancati dai dipartimenti: trasmissioni scolastiche ed educative per adulti; tribune e accesso; servizi giornalistici e programmi per l'estero.
Il 1º gennaio 1977 si concluse, dopo vent'anni, la rubrica pubblicitaria Carosello. Un mese più tardi iniziarono ufficialmente le trasmissioni televisive a colori, con un ritardo di dieci anni rispetto agli altri paesi europei, e nonostante la Rai tecnicamente fosse già in grado di trasmettere a colori dal 1967. Il 15 dicembre 1979 Fabiana Udenio inaugurò Rete 3 o TV3, rete televisiva inizialmente progettata e realizzata per la diffusione di programmi su base regionale. Nello stesso periodo fu deliberato l'aumento del capitale sociale da 10 a 40 miliardi di lire.

#### Anni ottanta

Corso di programmazione del linguaggio BASIC e di logica applicata all'informatica, curato dal Dipartimento Scuola Educazione e trasmesso da Rai Tre nel 1986. La Rai puntò molto su trasmissioni di tipo educativo negli anni '80, facendone una caratteristica distintiva rispetto alle emergenti televisioni private.

Scenografia di Sanremo 1985, raffigurante un computer dal cui schermo discende una scalinata. Durante gli anni '80 la Rai ammodernò nettamente i programmi televisivi facendo anche visivamente uso di scenografie orientate al progresso e all'informatica emergente.

Negli anni '80 la RAI raggiunge la sua massima espressività su vari fronti (dalla grafica generale al pluralismo d'informazione, all'introduzione delle continue evoluzioni tecniche e sociali, oltre all'educazione continua del popolo, tramite ad esempio le trasmissioni del Dipartimento Scuola Educazione). A ottobre 1983 vennero rinominati i canali televisivi: Rete 1, Rete 2 e Rete 3 diventarono Rai Uno, Rai Due e Rai Tre per evitare che Rete 4, canale nato l'anno prima, fosse scambiato per una quarta rete Rai, e vennero realizzate nuove grafiche. Nello stesso periodo venne realizzato Arlecchino, il primo esperimento Rai di programma in HD. Il 6 dicembre 1984, con un decreto legge, venne modificata la composizione del CdA: la Commissione avrebbe eletto tutti i 15 membri del consiglio di amministrazione; il presidente e il direttore generale sarebbero stati scelti dall'assemblea dei soci. Si decise inoltre l'aumento di capitale, che triplicò.
Il 1984 è anche l'anno di esordio de La piovra, serie andata in onda complessivamente in dieci miniserie dal 1984 al 2001. Ancora oggi considerata la serie televisiva italiana più famosa nel mondo, le dieci miniserie hanno ottenuto grandi consensi di pubblico (una media di 10 milioni di spettatori e punte di 15 milioni) e sono state esportate con altrettanto successo in oltre 80 nazioni. La serie venne lodata dallo stesso Giovanni Falcone che si complimentò per l'accuratezza della serie e per il suo dettagliato realismo nel descrivere Cosa Nostra nel suo insieme e infatti generò parecchie polemiche politiche, nonché fortissime pressioni per far concludere la saga, nonostante questa continuasse ad avere un grandissimo successo di pubblico e critica, anche a livello internazionale.
Sempre nel 1984, dopo una fase sperimentale nel marzo 1981, la Rai attivò il Televideo, il primo teletext in Italia.
Fino all'inizio degli anni '80 la Rai non trasmetteva 24 ore su 24: c'era una pausa di notte e un'altra dalle 14 circa alle 17 e durante queste pause veniva proiettato il monoscopio. Si decise di esplorare in maniera definitiva alcune nuove fasce orarie: la trasmissione Pronto, Raffaella? fu il primo spettacolo di varietà della fascia del mezzogiorno, divenendo un vero fenomeno dell'epoca pur nella sua breve durata, mentre le trasmissioni mattutine cominciano in maniera definitiva nel 1986 con Unomattina.
Nel 1987 Rai Tre venne equiparata alle altre due reti, iniziando a trasmettere a livello nazionale; si delineò ancor di più così la lottizzazione dei tre canali televisivi pubblici, rimasta in vigore fino alla fine della Prima Repubblica: Rai Uno alla DC, Rai Due al PSI, Rai Tre al PCI e i canali Radio Rai al PSDI. DI anno in anno la lotta con le reti Fininvest diventa sempre più serrata: nella primavera del 1987 si giunse al "terremoto" in casa RAI, ovvero il trasloco dei principali conduttori Rai presso le reti di Berlusconi. La lotta venne ulteriormente inasprita dall'introduzione dei dati di ascolto Auditel a fine 1986. Al Festival del cinema di Venezia di quell'anno venne presentato, fuori concorso, il film Giulia e Giulia, il primo lungometraggio al mondo a essere ripreso con telecamere ad alta definizione. A luglio l'azienda iniziò i test sul tratto autostradale tra Firenze e Bologna di un canale radiofonico a isofrequenza, dedicato agli automobilisti.
Alla fine del 1989, finiti i test, partì il canale ufficiale, 24 ore su 24, centrato a 103,3 MHz, con notiziari, musica e messaggi sul traffico curati dalla Società Autostrade.

#### Anni novanta: nuove tecnologie e nuove aziende del gruppo
Nel 1990 partirono le sperimentazioni delle trasmissioni satellitari, tramite RaiSat, riguardanti la radio ad alta definizione e i programmi televisivi in alta definizione e multilingua. Dal centro tecnico di produzione radiotelevisivo di Saxa Rubra vennero diretti i lavori per la trasmissione dei Mondiali di calcio Italia '90, che rappresentarono la prima comunicazione punto-multipunto di programmi ad alta definizione. Il 6 agosto venne promulgata la Disciplina del sistema radiotelevisivo pubblico e privato (la cosiddetta Legge Mammì, che avrebbe dovuto recepire la direttiva europea "Televisione senza frontiere" - Direttiva 89/552/CEE - dell'anno prima), con la quale veniva riorganizzato anche il consiglio di amministrazione Rai, che sarebbe stato rinnovato a ogni inizio di legislatura da parte della Commissione di vigilanza.
Nel 1991 la Rai organizzò per la seconda volta l'Eurovision Song Contest, tenutosi nel Teatro 15 di Cinecittà a Roma. Venne inoltre costituita la RTVRSM - Radiotelevisione della Repubblica di San Marino, della quale la Rai possedeva il 50%. Nel 1995 vennero avviati in Valle d'Aosta i test del DAB-T, la radio digitale. Con il referendum del 1995 venne abrogata la disposizione di legge che riservava esclusivamente alla mano pubblica il possesso delle azioni Rai, tuttavia non si procedette mai alla privatizzazione. Nel 1996 l'azienda inaugurò la trasmissione dei programmi televisivi, in tecnica digitale, via satellite Eutelsat Hotbird 13°est.
A febbraio del 1996 la Rai creò il suo primo sito web, www.rai.it e a fine 1997 lancia i primi canali tematici digitali via satellite: il primo in ordine cronologico fu RaiSat 2, rivolto a un pubblico di ragazzi, che viene lanciato il 29 settembre; RaiSat 1, che si occupa di cultura e spettacolo, viene lanciato il 27 ottobre; ultimo in ordine di tempo, RaiSat 3, dedicato ai programmi di Rai Educational, lanciato 13 ottobre 1997. Un altro canale lanciato in questo arco di tempo è RaiSat Nettuno Lezioni Universitarie (le cui trasmissioni iniziarono il 10 novembre) che trasmetteva 24 ore su 24 lezioni universitarie. Nello stesso anno nacquero Rai Trade S.p.A. (società che, oltre a co-produrre occasionalmente fiction, promuove e commercializza le proprietà intellettuali e diritti Rai incorporando Sacis, Rai Eri e Fonit Cetra risultando quindi anche una casa editrice e un'etichetta discografica) diretta dall'Amministratore Delegato Tino Cennamo e RaiSat, la divisione satellitare della Rai, che l'anno successivo venne scorporata come RaiSat S.p.A.
Nello stesso anno la Direzione Rai Cinemafiction (diretta da Sergio Silva) dedita alla produzione di fiction e film, si scinde in due unità completamente diverse tra loro: Rai Fiction (che, oltre alle serie TV, si dedica - fino al giugno 2017, quando questa attività è confluita in Rai Ragazzi - anche della produzione e coproduzione di cartoni animati indirizzati esclusivamente a un target di pubblico di bambini in età scolare e pre-scolare, con un budget dedicato) e Rai Cinema (quest'ultima destinata a esternalizzazione in controllata della Rai e con il tempo divenuta uno dei motori dell'industria cinematografica italiana).
Nel 1999, dopo aver creato la Divisione Trasmissione e Diffusione, incorporò la NewCo TD. Il 26 aprile venne aperto Rai News 24, il primo canale notiziario italiano a diffusione nazionale a trasmettere in diretta 24 ore al giorno.

### 2000-oggi: la rivoluzione digitale
Nel 2000, a causa della liquidazione della holding pubblica IRI, il 99,5% delle azioni passarono a Rai Holding S.p.A., in mano al Ministero dell'economia. Il 1º marzo Rai Way, grazie all'assorbimento della sezione DTD, divenne operativa. Nel 2004 le trasmissioni televisive e radiofoniche compirono rispettivamente cinquanta e ottant'anni: per festeggiare questa importante ricorrenza, su Rai Uno, Rai Due e Rai Tre andò in onda Buon compleanno TV, uno show celebrativo condotto da Pippo Baudo. Il 1º dicembre dello stesso anno Rai Holding si fuse con Rai S.p.A. costituendo l'attuale società.

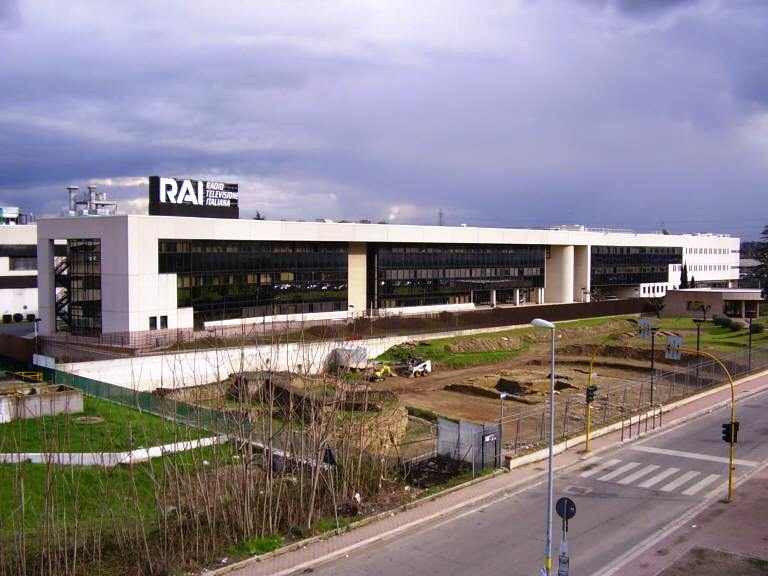
Rai CPTV "Biagio Agnes" di Saxa Rubra (Roma)

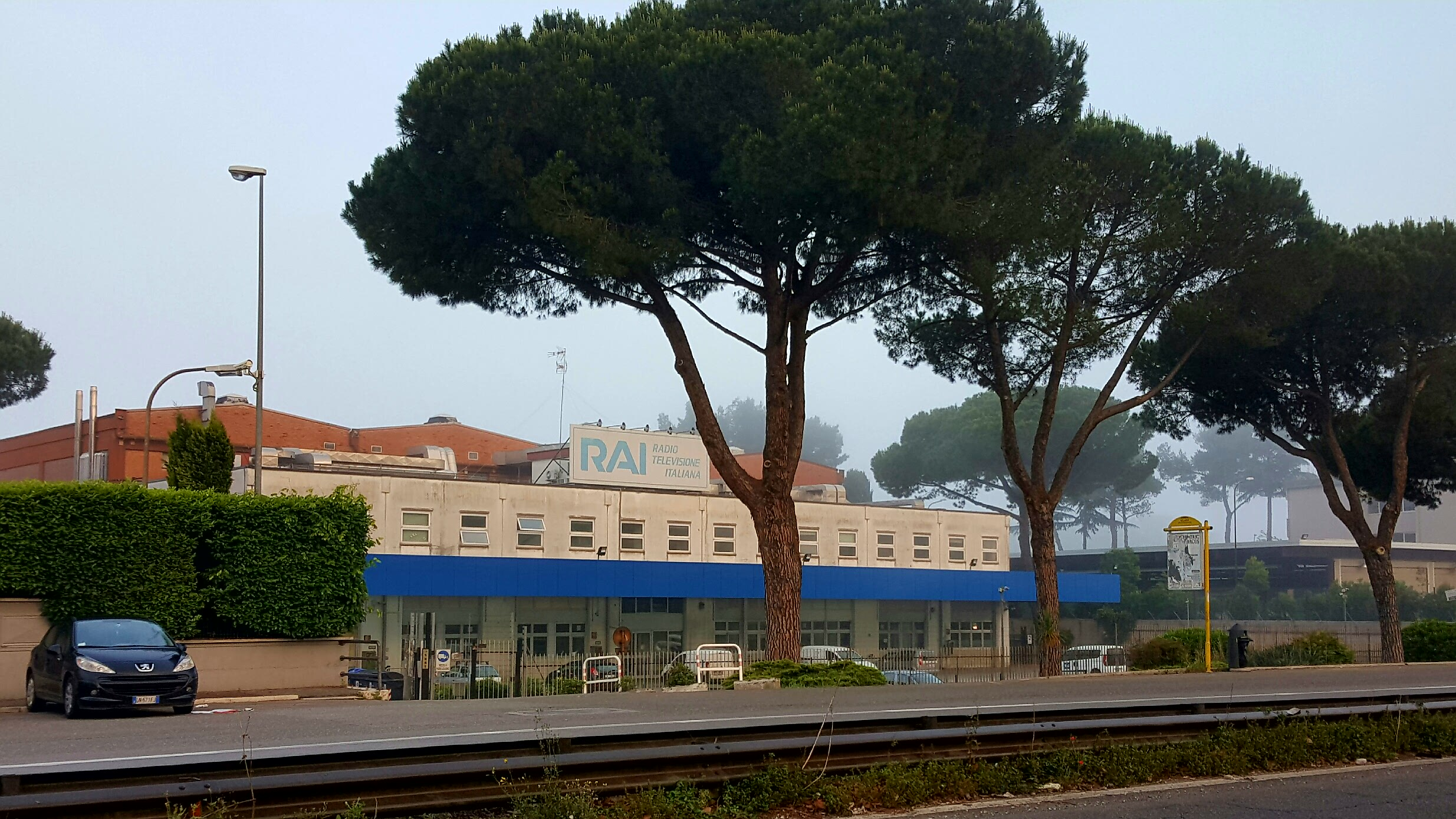
Rai Teche in via Salaria a Roma

Il 27 settembre 2005 la Rai creò il proprio canale ufficiale su YouTube, attraverso il quale iniziarono a essere pubblicati video tratti dal sito ufficiale Rai.tv (online da dicembre dello stesso anno), poi quasi completamente eliminati a partire dal 1º giugno 2014 (sia i propri sia quelli caricati da altri utenti). Nel 2007 il ministro delle Comunicazioni Paolo Gentiloni presentò un disegno di legge, poi non approvato, che avrebbe dovuto riformare interamente il settore radiotelevisivo privato e pubblico, prevedendo, tra le altre cose, il passaggio del controllo dell'azienda pubblica a una fondazione e una riformulazione del consiglio di amministrazione. Fu inoltre posto sotto licenza Creative Commons una considerevole parte dell'archivio Rai, resa gratuitamente consultabile e riproducibile dal sito Internet.
Il 1º novembre 2006 debuttò RaiSat YoYo all'interno della piattaforma Sky Italia, nato in seguito alla scissione di RaiSat Ragazzi in due canali differenti, il secondo dei quali era RaiSat Smash (per ragazzi fino ai 19 anni). Il 1º giugno 2007 nasce il canale televisivo Rai Gulp sulle frequenze di Rai Doc e Rai Futura, emittenti chiuse poco prima del suo lancio.
Il 10 maggio 2008 la Rai presenta l'offerta Digitale Terrestre, composta inizialmente da otto canali, due dei quali già esistenti (Rai News 24 e Rai Gulp), visibili sia attraverso la tecnologia DVB-T sia quella DVB-S. Nello stesso giorno, in occasione del 91º Giro d'Italia, partì Rai Sport Più. Il campionato europeo di calcio 2008, svoltosi in Austria e Svizzera, e i Giochi della XXIX Olimpiade tenutisi a Pechino furono trasmessi sul digitale terrestre in 16:9 e, in alcune aree, in alta definizione. Il 14 luglio nacque Rai 4, canale dedicato a un pubblico giovane.

#### Le nuove strutture
Il 2 febbraio 2009, sul digitale terrestre, fu lanciato il canale tematico gratuito Rai Storia. Il 31 luglio, i canali RaiSat cessarono le proprie trasmissioni su Sky Italia, sbarcando così sul digitale terrestre e sulla nuova piattaforma satellitare Tivùsat, gestita da Tivù, società fondata da Rai, Mediaset, Telecom Italia, Confindustria Radio Televisioni e Aeranti-Corallo. Gli unici canali del bouquet RaiSat a non sbarcare sulle nuove piattaforme furono RaiSat Smash Girls e RaiSat Gambero Rosso, il primo chiuso mentre il secondo passato sotto la diretta gestione di Sky. Il 1º novembre la Rai iniziò a trasmettere gli spot pubblicitari in 16:9.
Nella prima metà del decennio, l'azienda viene riorganizzata con una serie di nuove divisioni e testate dedicate, ognuna delle quali si occupa di una specifica funzione: Rai Sport (che gestisce i canali sportivi Rai Sport 1 e Rai Sport 2, quest'ultimo chiuso nel 2017), Rai Gold (che gestisce i canali tematici dedicati a cinema e serie televisive Rai 4, Rai Premium e Rai Movie) e Rai Ragazzi (che gestisce Rai Gulp e Rai Yoyo oltre alla produzione di programmi per bambini e giovani e, a partire dal 2017, la produzione di cartoni animati) vengono create nel 2010; Rai News (che si occupa dell'informazione Rai e della gestione del canale all-news Rai News 24, del portale on-line Rainews.it e del servizio teletext Televideo) nel 2013 e Rai Cultura (già Rai Educational fino al 2014, al cui bouquet di canali si è aggiunto Rai 5) che si vanno ad affiancare Rai Radio, Rai Teche, Rai Vaticano, Rai Quirinale, Rai Fiction e alla struttura temporanea Rai Expo.
Il 18 maggio 2010, dopo 10 anni, l'azienda rinnovò la propria immagine grafica, realizzata insieme a Frame by Frame, con nuovi loghi e nuove animazioni per i canali generalisti e tematici, e contemporaneamente i canali già RaiSat passarono sotto la gestione diretta della Rai. Il 26 novembre debuttò Rai 5, canale culturale che prese il posto di Rai Extra.
Il 23 febbraio 2011 viene firmato l'Atto di fusione per l'incorporazione di Rai Trade in Rai. Nel novembre dello stesso anno viene trasmesso Il più grande spettacolo dopo il weekend condotto da Fiorello, prima trasmissione dal vivo in studio a essere trasmessa in alta definizione dalla Rai, che nella sua ultima puntata raggiunge 13.401.000 telespettatori con il 50,22% di share arrivando a toccare il 61,55%.
Il 4 luglio 2012, così come le altre emittenti italiane, la Rai spense definitivamente tutti i canali analogici risultando disponibile solo sul digitale terrestre, sul satellite (con alcuni canali e programmi visibili solo con il decoder Tivùsat) oltre che in streaming via web. Il 31 dicembre, il TG2 fu il primo delle tre TV generaliste a essere trasmesso in 16:9. L'anno successivo iniziarono i test dello standard DVB-T2. Nel 2014 le trasmissioni televisive della Rai compirono 60 anni e quelle radiofoniche 90. Su Rai 1 andò in onda una puntata speciale di Techetechetè per festeggiare il sessantenario. Inoltre il TG1 e il TG3 iniziarono a trasmettere in 16:9 e in HD.
Nel 2015 venne lanciato il nuovo portale Rai dedicato ai giovani. Il 23 luglio il direttore generale della Rai, Luigi Gubitosi, annunciò il lancio di tre nuove reti radiofoniche, Rai Radio 6 Teca, Radio 7 Live (dal 7 settembre) e Rai Radio 8 Opera (dal 6 agosto), e il cambio di nome di altre due reti: Rai Radio FD4 sarebbe diventata Rai Radio 4 Light e Rai Radio FD5 sarebbe diventata Rai Radio 5 Classica. Le radio vennero rese disponibili sul DAB+, sul satellite (tivùsat) e sul sito web della Rai.
Nel 2016 vengono ristrutturati e ammodernati gli studi radiofonici e le sale di via Asiago 10 e del centro di produzione di Saxa Rubra: regie video, ledwall e apparati tecnologici all'avanguardia danno vita alle nuove dirette “radiotelevisive” sul web.

#### Il nuovo canone e il digitale terrestre di nuova generazione
Nel 2016 entrò in vigore la nuova riscossione del "canone RAI", accorpato nella bolletta elettrica; il provvedimento governativo era stato introdotto nella legge di stabilità 2016. Dal 1º maggio Rai Yoyo, Rai 5 e Rai Storia furono le prime reti televisive italiane a trasmettere senza interruzioni pubblicitarie. Il 28 maggio venne cancellata, dopo 62 anni, la figura della signorina buonasera. In occasione dei XXXI Giochi olimpici di Rio de Janeiro, la Rai offre una copertura con tre canali televisivi in HD (Rai 2 e i canali Rai Sport) disponibili su DTT, Sky e Tivùsat, un sito internet e un'app che coprono ogni evento prodotto dall'OBS. Il 12 settembre 2016 andò online RaiPlay e vi furono vari cambiamenti grafici, per le prime quattro reti, e ai canali disponibili: partì Rai 5 HD, Rai Sport 2 HD terminò la programmazione e le versioni in HD dei tre canali generalisti arrivarono anche sul digitale terrestre.
Il 1º gennaio 2017 fu abbandonato il segnale orario (solo in TV), in quanto, a causa del nuovo segnale digitale, la cui trasmissione avviene via satellite, l'orario arriverebbe con un ritardo di due secondi, non garantendo dunque una certa precisione nel conteggio dei minuti. Il 4 gennaio si ampliò l'offerta televisiva in HD attraverso la piattaforma Tivùsat: furono attivati Rai News 24 HD, Rai Storia HD, Rai Scuola HD, Rai Gulp HD e Rai Yoyo HD. Il 5 febbraio fu spenta Rai Sport 2 mentre Rai Sport 1 divenne Rai Sport nella versione standard, spostandosi al canale 58. Rai Sport 1 HD, posizionato al canale 557, diventò Rai Sport + HD e passò al canale 57. Inoltre i loghi di tutte le reti vennero spostati nell'angolo superiore sinistro del teleschermo come già in uso da settembre 2016 per le prime quattro reti. Il 10 aprile si completò il restyling delle reti televisive con l'estensione a quelle tematiche ad eccezione di Rai News 24 (che avrebbe subito un restyling solo cinque anni più tardi). Il 12 giugno si inaugurò il decimo canale radio nazionale, Rai Radio Kids — che sostituiva Rai Radio 8 Opera — dedicato ai bambini dai 2 ai 10 anni senza pubblicità e, contestualmente, furono rinominate Rai Radio 4 Light in Rai Radio Tutta Italiana, Rai Radio 5 Classica in Rai Radio Classica (divenuta dal 1º gennaio 2020 Rai Radio 3 Classica), Rai Radio 6 Teca in Rai Radio Techete' e Rai Radio 7 Live in Rai Radio Live (dal 2023 Rai Radio Live Napoli). Il 19 dicembre nacque RaiPlay Radio, la nuova piattaforma internet per ascoltare tramite web e app dedicata i dieci canali radio Rai.
Il 14 giugno 2018, in occasione dei Campionati mondiali di calcio in Russia, nasce Rai Radio 1 Sport con un palinsesto tutto sportivo e il 21 successivo Rai Radio 2 Indie, canale dedicato alla musica rock e alternative, pop italiana e agli eventi live. I canali radiofonici della radiotelevisione pubblica italiana aumentano a 12. Il 13 settembre 2018 Rai 4 esce dalla piattaforma a pagamento Sky, rimanendo visibile via satellite solo su Tivùsat. Il 27 settembre 2018 Marcello Foa viene nominato nuovo presidente della Rai.
Il CdA, con l'approvazione del budget 2019 e del piano industriale 2019/2021, avvia la creazione di due nuovi comparti dell'azienda, ossia Rai Documentari e Rai Sviluppo Nuovi Formati: il primo ha lo scopo di valorizzare il genere documentario, in ottemperanza al contratto di servizio che impone di sostenere e supportare lo sviluppo dell'industria nazionale dell'audiovisivo, mentre il secondo s'inquadra invece in un progetto di stimolo alla creazione di contenuti originali e innovativi sul modello di Rai Fiction attraverso la realizzazione di prototipi e numeri zero. In ottemperanza al contratto di servizio viene anche proposto l'espansione dell'offerta con un canale in inglese (Rai English) e uno di natura istituzionale (Rai Istituzioni). Per quanto concerne la parte relativa all'informazione, il Piano si articola in tre fasi: la prima prevede il rafforzamento di un polo all-news con la creazione di una testata digitale; la seconda contiene il potenziamento della testata digitale con lo sport e l'informazione istituzionale; la terza fase realizzerà l'integrazione dei poli informativi in una newsroom di flusso pur mantenendo i brand di punta dell'informazione Rai rafforzandone la loro storica identità. Sarà centrale il ruolo di RaiPlay, che si trasformerà in una piattaforma in grado di produrre contenuti esclusivi e nativi digitali, utilizzando le nuove tecnologie. Al riguardo, il piano prevede la creazione di una nuova struttura interna all'azienda dedicata ai nuovi format contemporaneamente al potenziamento del CRIT (Centro ricerche e innovazione tecnologiche) di Torino.
Nel 2020, per far fronte alle difficoltà per la didattica generate dalla pandemia di COVID-19, Rai Cultura in collaborazione con il Ministero dell'istruzione lancia l'offerta didattica multimediale de La scuola non si ferma. Dal 18 dicembre vengono diffusi via satellite Eutelsat Hot Bird 13C, all'interno della piattaforma Tivùsat, tutte le 23 versioni regionali di Rai 3; sempre il 18 dicembre, avviene una massiccia riorganizzazione dei trasponder Rai: dai quattro trasponder in cui la Rai trasmetteva (due in DVB-S e due in DVB-S2) ne rimangono tre (uno in DVB-S e due in DVB-S2).
Il 20 ottobre 2021 comincia la prima fase della transizione alla nuova TV digitale terrestre. I canali tematici (Rai 4, Rai 5, Rai Movie, Rai Premium, Rai Storia, Rai Sport, Rai Scuola, Rai Gulp e Rai Yoyo) vengono convertiti al formato MPEG-4. Inoltre, Il Mux 2 viene dismesso e i servizi vengono trasferiti sui due rimanenti multiplex nazionali.
Il 14 dicembre 2021, in seguito a una riorganizzazione delle frequenze, vengono eliminate da Tivùsat le versioni standard Rai 4, Rai 5, Rai Movie, Rai Premium, Rai Storia, Rai Sport, Rai Scuola, Rai Gulp e Rai Yoyo, che rimangono dunque visibili solo in HD; di conseguenza anche su Sky approdano Rai 1, Rai 2, Rai 3, Rai Gulp, Rai Sport, Rai News 24, Rai Scuola e Rai Storia in alta definizione al posto delle versioni standard.
Nel 2022 la Rai organizza la 66ª edizione dell'Eurovision Song Contest, tenutosi nel PalaOlimpico di Torino; nello stesso anno il CdA ha deliberato all'unanimità l'attuazione del modello organizzativo per Generi.
Il contratto di servizio del 3 ottobre 2023 prevede che la RAI dal 10 gennaio 2024 dedichi uno dei suoi tre multiplex alle trasmissioni in DVB-T2.
Dal 28 agosto 2024 entra in funzione il digitale terrestre di seconda generazione (DVB-T2) in Italia con la conversione del Mux B. I canali Rai Storia, Rai Scuola e Rai Radio 2 Visual diventano visibili esclusivamente in DVB-T2 passando con l'occasione all'alta definizione, mentre i canali Rai 1 HD, Rai 2 HD e Rai 3 HD nazionale, Rai 4 HD, Rai News 24 HD e Rai Premium HD vengono diffusi anch'essi in alta definizione in DVB-T2, rimanendo comunque visibilli anche in DVB-T, con Rai 4, Rai News 24 e Rai Premium sempre in definizione standard.

## Aree operative
La società presenta sei aree operative principali.
- Editoriale e Testate si occupa delle attività editoriali e giornalistiche del settore radio televisivo. Inoltre, attraverso Rai Cinema valorizza i diritti commerciali delle proprie produzioni.
- Tecnologia e Produzione, coordinata dal Chief Technology Officer, studia e sviluppa il comparto delle tecnologie, attraverso il Centro ricerche e innovazione tecnologica, gestisce le frequenze del digitale terrestre e satellitari, ma non gestisce né sviluppa la rete, che è affidata a Rai Way.
- Finanza e Pianificazione, a capo della quale vi è il Chief Financial Officer, gestisce, attraverso delle direzioni, gli aspetti amministrativi ed economico-finanziari; tra questi ci sono il coordinamento delle sedi regionali ed estere e la gestione del canone e dei beni immobili.
- Chief Digital Officer dirige le direzioni Digital, Teche e la Struttura Servizi di Pubblica Utilità.
- Pubblicità e Commerciale supervisiona l'operato delle controllate Rai Pubblicità, per la raccolta pubblicitaria, e Rai Com, per la valorizzazione delle produzioni Rai.
- Corporate e Supporto racchiude la gestione delle risorse umane e dello staff del Direttore Generale, le direzioni che si occupano delle relazioni esterne, Istituzionali e internazionali, l'ufficio legale e la sezione legata alla sicurezza. Si occupa anche dei diritti sportivi.

## Canali

### Televisivi
| Logo | Nome               | Data di lancio    | LCN                          | LCN     | LCN        | Streaming | Streaming |
| Logo | Nome               | Data di lancio    | Digitale terrestre           | Tivùsat | Sky Italia | RaiPlay   | Rai TV+   |
| ---- | ------------------ | ----------------- | ---------------------------- | ------- | ---------- | --------- | --------- |
|      | Rai 1              | 3 gennaio 1954    | 1 HD e 501 HD HEVC           | 1 HD    | 101 HD     | Si        | Si        |
|      | Rai 2              | 4 novembre 1961   | 2 HD e 502 HD HEVC           | 2 HD    | 102 HD     | Si        | Si        |
|      | Rai 3              | 15 dicembre 1979  | 3 HD/SD 103 HD e 503 HD HEVC | 3 HD    | 103 HD     | Si        | Si        |
|      | Rai 4              | 14 luglio 2008    | 21 HD HEVC/SD 521 HD (HbbTV) | 10 HD   | No         | Si        | Si        |
|      | Rai 5              | 26 novembre 2010  | 23 SD 523 HD (HbbTV)         | 13 HD   | No         | Si        | Si        |
|      | Rai Movie          | 1º luglio 1999    | 24 HD 524 HD (HbbTV)         | 14 HD   | No         | Si        | Si        |
|      | Rai Premium        | 31 luglio 2003    | 25 HD HEVC/SD 525 HD (HbbTV) | 15 HD   | No         | Si        | Si        |
|      | Rai Gulp           | 1º giugno 2007    | 42 SD 542 HD (HbbTV)         | 42 HD   | 807 HD     | Si        | Si        |
|      | Rai Yoyo           | 1º novembre 2006  | 43 SD 543 HD (HbbTV)         | 43 HD   | No         | Si        | Si        |
|      | Rai News 24        | 26 aprile 1999    | 48 HD HEVC/SD 548 SD         | 24 HD   | 508 HD     | Si        | Si        |
|      | Rai Storia         | 2 febbraio 2009   | 54 HD HEVC 554 HD (HbbTV)    | 23 HD   | 805 HD     | Si        | Si        |
|      | Rai Sport          | 1º febbraio 1999  | 58 HD 558 HD (HbbTV)         | 21 HD   | 227 HD     | Si        | Si        |
|      | Rai Scuola         | 19 ottobre 2009   | 57 HD 146 HD (HbbTV)         | 26 HD   | 806 HD     | Si        | Si        |
|      | Rai Radio 2 Visual | 28 settembre 2020 | 202 HD HEVC                  | 202 SD  | No         | Si        | Si        |

#### In ultra alta definizione
| Logo | Nome   | Data di lancio | LCN                | LCN     | Streaming | Streaming |
| Logo | Nome   | Data di lancio | Digitale terrestre | Tivùsat | RaiPlay   | Rai TV+   |
| ---- | ------ | -------------- | ------------------ | ------- | --------- | --------- |
|      | Rai 4K | 29 giugno 2016 | 101 UHD (HbbTV)    | 210 UHD | Si        | Si        |

#### Internazionali
| Logo | Nome              | Data di lancio  | Disponibilità | Streaming | Streaming |
| Logo | Nome              | Data di lancio  | Satellite     | RaiPlay   | Rai TV+   |
| ---- | ----------------- | --------------- | ------------- | --------- | --------- |
|      | Rai Italia        | 1º gennaio 1992 | Si            | No        | No        |
|      | Rai World Premium | 5 maggio 2013   | Si            | No        | No        |

#### Regionali
| Logo | Nome                     | LCN                 | LCN     | Streaming | Streaming |
| Logo | Nome                     | Digitale terrestre  | Tivùsat | RaiPlay   | Rai TV+   |
| ---- | ------------------------ | ------------------- | ------- | --------- | --------- |
|      | Rai 3 TGR Abruzzo        | 3 e 816 HD e HD/SD  | 316 SD  | No        | Si        |
|      | Rai 3 TGR Alto Adige     | 3 e 806 HD/SD       | 306 SD  | No        | Si        |
|      | Rai 3 TGR Alto Adige     | 3 e 806 HD/SD       | 306 SD  | No        | Si        |
|      | Rai 3 TGR Basilicata     | 3 e 820 HD/SD       | 320 SD  | No        | Si        |
|      | Rai 3 TGR Calabria       | 3 e 821 HD/SD       | 321 SD  | No        | Si        |
|      | Rai 3 TGR Campania       | 3 e 818 HD/SD       | 318 SD  | No        | Si        |
|      | Rai 3 TGR Emilia-Romagna | 3 e 811 HD e HD/SD  | 311 SD  | No        | Si        |
|      | Rai 3 TGR FVG            | 3 e 809 HD/SD       | 309 SD  | No        | Si        |
|      | Rai 3 Bis                | 3 e 810 HD/SD       | 310 SD  | No        | Si        |
|      | Rai 3 TGR Lazio          | 3 e 815 HD e HD/SD  | 315 SD  | No        | Si        |
|      | Rai 3 TGR Liguria        | 3 e 803 HD/SD       | 303 SD  | No        | Si        |
|      | Rai 3 TGR Lombardia      | 3 e 804 HD e HD/SD  | 304 SD  | No        | Si        |
|      | Rai 3 TGR Marche         | 3 e 813 HD/SD       | 313 SD  | No        | Si        |
|      | Rai 3 TGR Molise         | 3 e 817 HD/SD       | 317 SD  | No        | Si        |
|      | Rai 3 TGR Piemonte       | 3 e 802 HD          | 302 SD  | No        | Si        |
|      | Rai 3 TGR Puglia         | 3 e 819 HD/SD       | 319 SD  | No        | Si        |
|      | Rai 3 TGR Sardegna       | 3 e 822 e 503 HD/SD | 322 SD  | No        | Si        |
|      | Rai 3 TGR Sicilia        | 3 e 823 HD/SD       | 323 SD  | No        | Si        |
|      | Rai 3 Südtirol           | 3 e 808 HD          | 308 HD  | No        | Si        |
|      | Rai 3 Südtirol           | 3 e 808 HD          | 308 HD  | No        | Si        |
|      | Rai 3 Südtirol           | 3 e 808 HD          | 308 HD  | No        | Si        |
|      | Rai 3 TGR Toscana        | 3 e 812 HD/SD       | 312 SD  | No        | Si        |
|      | Rai 3 TGR Trentino       | 3 e 807 HD/SD       | 307 SD  | No        | Si        |
|      | Rai 3 TGR Umbria         | 3 e 814 HD/SD       | 314 SD  | No        | Si        |
|      | Rai 3 TGR Valle d'Aosta  | 3 e 801 HD/SD       | 301 SD  | No        | Si        |
|      | Rai 3 TGR Valle d'Aosta  | 3 e 801 HD/SD       | 301 SD  | No        | Si        |
|      | Rai 3 TGR Veneto         | 3 e 805 HD          | 305 SD  | No        | Si        |

Dal 18 dicembre 2020 i due canali Rai 3 TGR Südtirol (Rai Südtirol) e Rai 3 TGR Friulanija Julijska Krajina (Rai 3 BIS) sono visibili su tutto il territorio nazionale tramite la piattaforma satellitare Tivùsat, rispettivamente alle numerazioni LCN 308 e 310. Sono trasmesse in definizione standard ma visibili solo con dispositivi abilitati alla ricezione di canali in alta definizione.

#### Solo sul web
Sul portale RaiPlay sono disponibili i canali RaiPlay Sport, che vengono attivati in caso di eventi sportivi di particolare importanza.

#### Partecipazioni
- Euronews, partecipa al capitale della società Euronews S.A. editrice del canale televisivo multilingue omonimo, tematico all news, diffuso dai satelliti Astra ed Eutelsat Hot Bird, in streaming sul sito dell'emittente e su quello della Rai nonché all'interno delle piattaforme satellitari Tivùsat e Sky Italia. Rai 1 trasmetteva Euronews in simulcast in una fascia del palinsesto mattutino (tra le 5:00 e le 6:00), ora dedicato a Rai News 24;
- San Marino RTV, dal 1991 partecipa congiuntamente alla ERAS, con un capitale sociale sottoscritto al 50%, alla realizzazione del canale televisivo nazionale pubblico della piccola repubblica del Titano. Il direttore generale della televisione di Stato sammarinese è solitamente un manager Rai;
- Camera dei deputati TV, attraverso Rai Way trasmette le sedute della Camera dei deputati, il canale è gestito autonomamente e finanziariamente dalla Camera dei Deputati ed è diffuso via satellite Eutelsat Hot Bird e in streaming sul sito internet del ramo parlamentare;
- Senato della Repubblica TV, attraverso Rai Way trasmette le sedute del Senato della Repubblica, il canale è gestito autonomamente e finanziariamente dal Senato della Repubblica ed è diffuso via satellite Eutelsat Hot Bird e in streaming sul sito internet del ramo parlamentare.

#### Orario delle trasmissioni televisive
Nei primi anni di trasmissione regolare, i programmi partivano intorno alle 17:30 e si concludevano verso le 23:30 (fino al 1957 vi era una pausa nella fascia oggi definita 'preserale'). Nei giorni festivi l'inizio era anticipato alle 11:00, con un'interruzione dalle 12:00 alle 15:00 circa.
Dal 15 gennaio 1968 le trasmissioni del Programma Nazionale cominciarono verso le 12:30, ad eccezione della domenica, in cui l'orario di inizio era anticipato alle 11:00. I programmi venivano sospesi dalle 14:00 alle 17:00 e proseguivano sino alle 23:30 circa. Nelle estati dal 1961 al 1980 la pausa pomeridiana durava fino alle ore 18:15 (nell'estate 1975 fino alle ore 18:30, a meno che non venissero trasmessi particolari eventi). Durante il periodo dell'austerity (tra dicembre 1973 e buona parte del 1974), indetto dal Governo Italiano, le trasmissioni si concludevano entro le ore 23:00.
Tale orario di chiusura era valido anche per il Secondo Canale, dove i programmi andavano tuttavia in onda dalle 21:00 fino al 1967, quando l'orario di inizio trasmissioni fu anticipato attorno alle ore 18:00, con una pausa tra le ore 19:30 e le 21:00. Dalla primavera del 1971 fino al 1973 le trasmissioni furono posticipate alle ore 21. Dal 1973 all'autunno del 1976 l'orario fu nuovamente anticipato a un orario variabile tra le ore 18:00 e le 19:00. Dal 25 ottobre 1976 l'orario fu anticipato alle ore 12:30, con una pausa dalle ore 14:00 alle 17:00 (tranne nelle estati 1977 - 1980 dove la pausa durava fino alle 18:15).
Durante i primi anni di trasmissione, i programmi della Rete 3 iniziavano intorno alle 18:30 e si concludevano verso le 22:30. Successivamente l'orario si uniformò a quello degli altri due canali.
A cominciare dai primi anni ottanta ci furono diversi cambiamenti. Il primo fu l'eliminazione della pausa fra le 14:00 e le 17:00, avvenuta ufficialmente il 5 ottobre 1980 (eccetto nelle estati del 1981 e del 1982, dove ancora vigeva la pausa pomeridiana, stavolta però fino alle ore 17). L'orario di chiusura fu fissato per l'una di notte (rimanendo sostanzialmente invariato nel corso del tempo), quello di apertura fu inizialmente confermato alle 12:30, salvo la domenica in cui fu anticipato alle 10:00. A partire dal 3 ottobre 1983, l'inizio delle trasmissioni nei giorni lavorativi fu fissato per le 12:00 con l'avvio del programma Pronto Raffaella? condotto da Raffaella Carrà. Il 22 dicembre 1986, con l'introduzione delle fasce mattutine, Rai 1 anticipò l'inizio delle trasmissioni alle 7:00. Questo cambiamento interessò anche Rai 2 che, a partire dal 26 ottobre 1987, anticipò il proprio orario di apertura delle trasmissioni alle 8:00. Rai 3, che inizialmente aveva gli stessi orari del secondo canale, vide variare gli orari di inizio di programmi negli anni successivi. Nel 1991, in occasione della prima guerra del Golfo, venne per la prima volta adottata la programmazione 24 ore su 24, che prese definitivamente il sopravvento il 21 dicembre 1991.

Il primo monoscopio

Durante queste pause veniva trasmesso il monoscopio. Il primo che venne utilizzato era in bianco e nero, ideato da Fulvio Brugia, basato sul monoscopio RCA e rielaborato dal grafico pubblicitario Erberto Carboni, lo stesso che creò il logo Rai anni ‘50 a lettere squadrate, inizialmente solo per la radio, e che poi aggiunse nel 1954 le due lettere TV sovrapposte. Successivamente, con le sperimentazioni televisive a colori, venne sostituito da un monoscopio a colori, il Philips PM5544. Quest'ultimo è stato proposto fino al 23 giugno 2012 nelle pause notturne che la Rai operava una volta alla settimana (il primo martedì del mese su Rai 1, il secondo martedì del mese su Rai 2 e il terzo venerdì del mese su Rai 3). L'immagine era accompagnata da una nota continua: un sol a 384 Hz per il monoscopio RCA, e a 400 Hz per il monoscopio Philips PM5544, che si alternava con una voce di una donna o con della musica. La terza rete televisiva, all'epoca, proponeva anche il monoscopio della sede regionale: si trattava sempre del Philips PM5544, ma che recava nella barra sottostante l'identificazione della sede di trasmissione.

#### Sequenze di apertura e chiusura delle trasmissioni
L'apertura e la chiusura delle trasmissioni erano annunciate tramite apposite sequenze di sigle, occasionalmente realizzate da grafici e musicisti di fama nazionale e internazionale. Queste sigle, ambientate su un cielo nuvoloso, erano basate sui movimenti di un traliccio costituito dall'incrocio di diverse linee, disegnato dallo scenografo Tito Varisco.
- Nella sigla di apertura – la più nota nonché la prima a essere stata adottata a partire dagli anni cinquanta –, che utilizzava come accompagnamento musicale una versione orchestrale di Tutto cangia, il ciel s'abbella (dal finale del Guglielmo Tell di Gioachino Rossini), il traliccio scorreva dall'alto verso il basso mentre le nuvole si muovevano in senso opposto. Sovrapposti a quest'animazione apparivano il marchio "TV" (al centro dello schermo) e la scritta in stampatello minuscolo "Rai-radiotelevisione italiana" (in basso) per sparire dopo pochi secondi, mentre il disegno a linee bianche continuava a scorrere diventando sempre più articolato. Durante gli ultimi secondi della sigla, riapparivano il marchio e la scritta già citati. Infine, il disegno a linee bianche cessava di scorrere mostrando la sua parte superiore, ossia la rappresentazione stilizzata di un'antenna televisiva da cui si estendeva una serie di raggi divisi in due gruppi: uno verso destra e l'altro verso sinistra. Al termine della sigla compariva un cartello muto a sfondo nero, che mostrava due gruppi di ovali concentrici disposti a "X", cui davanti erano visibili un altro gruppo di cerchi concentrici e il logo della Rai con in basso, in stampatello maiuscolo, "RADIOTELEVISIONE ITALIANA".
- Anche nella sigla di chiusura, accompagnata dal brano Armonie del pianeta Saturno di Roberto Lupi, apparivano il logo "TV" e la scritta "Rai-radiotelevisione italiana". Diversamente dalla sequenza di apertura, tuttavia, il traliccio (di disegno differente e assai più corto) scorreva in maniera inversa così come le nuvole presenti sullo sfondo. Durante gli ultimi secondi della sigla, il logo e la scritta di cui sopra venivano sostituiti dalla dicitura in caratteri corsivi "Fine delle Trasmissioni", che rimaneva sullo schermo per alcuni secondi fino alla sparizione del traliccio. Al termine della sigla compariva un cartello muto a sfondo blu, che mostrava la scritta:
  - Le trasmissioni sulla rete del [Nazionale/Secondo] riprenderanno domani alle ore… (fino a febbraio 1976);
  - Le trasmissioni sulla Rete [1/2/3] riprenderanno domani alle ore… (marzo 1976-aprile 1980). Nell'agosto 1979 venne inserito un riquadro nell'orario di rimessa in onda dei programmi;
  - Le trasmissioni riprenderanno domani alle ore… (nella prima metà degli anni ottanta, versione computerizzata)
- Nei primi anni di trasmissioni, la terza rete adottò una sigla specifica – aggiuntiva a quelle generiche di apertura e chiusura –, accompagnata dal brano Il cielo in una rete di Piero Piccioni.

Per tutte le tre sigle la grafica fu realizzata e curata da Erberto Carboni. Esse vennero sostituite il 27 gennaio 1986 da una nuova grafica computerizzata accompagnata da un frammento di 30 secondi del Canto degli Italiani arrangiato elettronicamente; quest'ultima sigla fu mantenuta in uso fino al 23 giugno 2012, subendo solo due aggiornamenti nel 1988, con l'inserimento del nuovo logo aziendale e del tricolore all'interno di esso, e nel 1990, quando fu cambiato l'orientamento delle strisce del tricolore da orizzontale a verticale. Durante la sospensione, al monoscopio si alternava un messaggio di avviso su sfondo blu con scritto Le trasmissioni riprenderanno/inizieranno alle ore…, seguita dall'orario di ripresa delle trasmissioni.

#### Modalità e disponibilità delle trasmissioni
I canali Rai vengono diffusi attraverso la televisione digitale terrestre, tramite satelliti, in streaming attraverso una piattaforma dedicata e, all'estero, anche via cavo, attraverso accordi commerciali stipulati con le singole piattaforme televisive. La programmazione completa, tuttavia, è disponibile solo ai cittadini italiani, della Repubblica di San Marino e della Città del Vaticano (se residenti fuori dall'Europa ciò avviene attraverso Rai Italia), in quanto Rai non dispone dei diritti per la diffusione di alcuni programmi all'estero. Tale programmazione, che comprende soprattutto film, serie TV e cartoni animati, viene quindi criptata o resa a pagamento. Per questo motivo, la diffusione in digitale terrestre e in streaming (tramite RaiPlay) è disponibile solo in Italia, San Marino e Vaticano.
La diffusione satellitare avviene principalmente in Europa attraverso la piattaforma Tivùsat (Hot Bird 13° est) e, limitatamente a Italia, Francia, Austria, Svizzera e Slovenia, anche su Eutelsat (5° ovest). Su Tivùsat è presente l'intera offerta Rai in HD, ma solo alcuni canali in HD sono ricevibili anche dagli altri cittadini europei (Rai 1 HD, Rai 2 HD, Rai 3 HD, Rai Gulp HD, Rai News 24 HD, Rai Sport HD, Rai Storia HD e Rai Scuola HD) (alcuni programmi vengono comunque criptati). Su Eutelsat sono invece liberamente ricevibili tutti i canali in SD, con in aggiunta tutte le versioni regionali di Rai 3, e quattro canali in HD. La Rai diffonde anche su altri satelliti fuori dall'Europa, solitamente a pagamento.
La diffusione via cavo avviene principalmente fuori dall'Europa (ad eccezione di Svizzera, Germania e Paesi Bassi), e a differenza delle altre modalità di trasmissione è sempre a pagamento. Inoltre, con questa modalità vengono diffusi solitamente solo i tre canali principali (Rai 1, Rai 2, Rai 3) oppure il bouquet Rai Italia.

### Radiofonici
Dall'11 settembre 2022 sono stati definitivamente spenti tutti i ripetitori in AM, pertanto, da tale data, non è più possibile ascoltare programmi radiofonici di Rai in quella banda.

#### Nazionali
| Logo | Nome                     | Data di lancio   | Diffusione | Diffusione | Diffusione | Diffusione | LCN                | LCN      | LCN        | Streaming | Streaming     | Streaming |
| Logo | Nome                     | Data di lancio   | FM         | DAB+       | Via cavo   | iTunes     | Digitale terrestre | Tivùsat  | Sky Italia | RaiPlay   | RaiPlay Sound | Rai TV+   |
| ---- | ------------------------ | ---------------- | ---------- | ---------- | ---------- | ---------- | ------------------ | -------- | ---------- | --------- | ------------- | --------- |
|      | Rai Radio 1              | 6 ottobre 1924   | Si         | Si         | Si         | Si         | 701                | 601      | 8820       | No        | Si            | Si        |
|      | Rai Radio 2              | 21 marzo 1938    | Si         | Si         | Si         | Si         | 202, 702           | 202, 602 | 8822       | [ 69 ]    | Si            | Si        |
|      | Rai Radio 3              | 1º ottobre 1950  | Si         | Si         | Si         | Si         | 703                | 603      | 8824       | No        | Si            | Si        |
|      | Rai GrParlamento         | 5 gennaio 1998   | Si         | Si         | No         | No         | 704 (HbbTV)        | 605      | 8830       | No        | Si            | Si        |
|      | Rai Radio 3 Classica     | 1º dicembre 1958 | [ 70 ]     | Si         | Si         | No         | 706 (HbbTV)        | 607      | 8826       | No        | Si            | Si        |
|      | Rai Radio Kids           | 12 giugno 2017   | No         | Si         | No         | No         | 707 (HbbTV)        | 639      | 8831       | No        | Si            | Si        |
|      | Rai Radio Live Napoli    | 24 ottobre 2015  | No         | Si         | No         | No         | 708 (HbbTV)        | 640      | 8833       | No        | Si            | Si        |
|      | Rai Radio Tutta Italiana | 1º ottobre 1958  | No         | Si         | Si         | No         | 710 (HbbTV)        | 637      | 8828       | No        | Si            | Si        |
|      | Rai Radio Techete'       | 7 settembre 2015 | No         | Si         | No         | No         | 709 (HbbTV)        | 638      | 8835       | No        | Si            | Si        |
|      | Rai Radio 1 Sport        | 14 giugno 2018   | No         | Si         | No         | No         | 711 (HbbTV)        | 606      | 8825       | No        | Si            | Si        |
|      | No Name Radio            | 16 dicembre 2022 | No         | Si         | No         | No         | 712 (HbbTV)        | 636      | 8829       | No        | Si            | Si        |
|      | Rai Isoradio             | 23 dicembre 1989 | [ 70 ]     | Si         | No         | No         | 705 (HbbTV)        | 604      | 8834       | No        | Si            | Si        |

#### Regionali
Il canale Rai Radio Trst A e il programma transfrontaliero L'Ora della Venezia Giulia, dapprima irradiati in onda media rispettivamente sui 981 e 936 kHz, dopo la dismissione della programmazione su questa banda, si possono ascoltare in chiaro dal 10 settembre sul satellite 13.0°E Hot Bird 13C frequenza 11766,00 MHz polarizzazione verticale, SR 29.900 FEC 3/4
| Logo | Nome                                   | Data di lancio  | Diffusione | Diffusione | Diffusione | Diffusione | LCN                | LCN     | LCN        | Streaming                     | Streaming     | Streaming |
| Logo | Nome                                   | Data di lancio  | FM         | DAB+       | Via cavo   | iTunes     | Digitale terrestre | Tivùsat | Sky Italia | RaiPlay                       | RaiPlay Sound | Rai TV+   |
| ---- | -------------------------------------- | --------------- | ---------- | ---------- | ---------- | ---------- | ------------------ | ------- | ---------- | ----------------------------- | ------------- | --------- |
|      | Rai Radio Südtirol                     | 5 febbraio 1966 | Si         | Si         | No         | No         | No                 | 619     | No         | (streaming dai relativi siti) | Si            | Si        |
|      | Rai Radio Trst A                       | 5 febbraio 1944 | Si         | Si         | No         | No         | No                 | 642     | No         | (streaming dai relativi siti) | Si            | Si        |
|      | Rai Radio 1 L'Ora della Venezia Giulia | 1931            | Si         | Si         | No         | No         | No                 | 641     | No         | (streaming dai relativi siti) | No            | No        |

## Testate giornalistiche
| Logo | Nome               | Data di lancio    | Descrizione |
| ---- | ------------------ | ----------------- | --- |
|      | TG1                | 15 marzo 1976     | Notiziario in onda su Rai 1. |
|      | TG2                | 15 marzo 1976     | Notiziario in onda su Rai 2. |
|      | TG3                | 15 dicembre 1979  | Notiziario in onda su Rai 3. |
|      | TGR                | 15 dicembre 1979  | Produce notiziari e programmi d'informazione in onda su Rai 3, Rai 3 BIS FJK, Rai Radio 1 e Rai Radio Trst A.                                      |
|      | Rai News           | 1º dicembre 2013  | Realizza e produce il canale televisivo Rai News 24, il relativo sito internet (in collaborazione con le altre testate Rai) e Televideo.           |
|      | Rai Sport          | 2 agosto 1997     | Segue gli eventi sportivi con notiziari e programmi diffusi sui tre canali televisivi generalisti, Rai News 24 e sull'omonimo canale tematico.     |
|      | Rai Parlamento     | 25 settembre 1993 | Realizza programmi di natura parlamentare, sia televisivi sia radiofonici, che vengono trasmessi sui tre canali TV generalisti e su Rai Radio 1.   |
|      | Rai Giornale Radio | 29 ottobre 1929   | Cura i notiziari di Rai Radio 1, Rai Radio 2, Rai Radio 3, Rai Isoradio e delle radio specializzate e gestisce il palinsesto di Rai Gr Parlamento. |

### Rai Mobilità
Il Centro di coordinamento informazioni sulla sicurezza stradale "viaggiare informati" è un servizio di pubblica utilità della Rai nato nel 1990. Realizza notiziari informativi sul traffico sia per la TV, su Rai News 24, sia per la radio, Rai Radio 1, Rai Radio 2, Rai Radio 3, con Onda Verde, e Rai Isoradio. Con l'autoradio dotata dell'RDS-TA e RDS-TP è possibile, mentre si ascolta un altro programma o una registrazione, ottenere il passaggio automatico dei notiziari Onda Verde a condizione che le funzioni RDS TA e TP siano attivate.

### Rai Televideo
Servizio con un numero elevato di informazioni tramite teletext trasmesso su tutte le reti televisive diffuse sul DTT che satellite (sia SD sia HD).
Su Rai 3 alcune pagine del Televideo sono a carattere regionale realizzate dalle rispettive sedi regionali.

## Strutture
| Logo | Nome              | Descrizione |
| ---- | ----------------- | --- |
|      | Rai Cultura       | Si occupa dei programmi educativi in onda sulle tre reti televisive generaliste e dei canali tematici Rai 5, Rai Storia e Rai Scuola.           |
|      | Rai Documentari   | Produce e acquista documentari per collocazioni di prima e seconda serata su Rai 1, Rai 2 e Rai 3.                                              |
|      | Rai Fiction       | Produce serie televisive, film TV, soap opera e cartoni animati per i canali generalisti e i canali tematici Rai Gulp e Rai Yoyo.               |
|      | Rai Gold          | Gestisce i canali Rai 4, Rai Movie, Rai Premium e Rai Italia.                                                                                   |
|      | Rai Kids          | Gestisce Rai Gulp e Rai Yoyo e produce contenuti Rai destinati a bambini e ragazzi.                                                             |
|      | Rai Meteo         | Cura e coordina tutti i contenuti informativi legati alla meteorologia, in onda sui canali Rai.                                                 |
|      | Rai Quirinale     | Si occupa degli avvenimenti che riguardano e coinvolgono il Quirinale, come il messaggio di fine anno del presidente della Repubblica Italiana. |
|      | Rai Radio         | Gestisce la programmazione dei canali radiofonici dell'azienda pubblica.                                                                        |
|      | RaiPlay e Digital | Gestisce la piattaforma multimediale RaiPlay e la produzione di contenuti originali per quest'ultima.                                           |
|      | Rai Teche         | Cura l'archivio audiovisivo Rai. |
|      | Rai Vaticano      | Si occupa di seguire le dirette degli avvenimenti importanti svolti a Roma o nella Città del Vaticano, in collaborazione con Vatican Media.     |
|      | Rai Vd'A          | |

## Internet
Con il sito web Rai.it offre una moltitudine di servizi via internet tra i quali news, TV, radio e sport.
Tramite il portale RaiPlay è possibile:
- seguire in diretta streaming, al netto di alcune restrizioni, i 13 canali TV (Rai 1, Rai 2, Rai 3, Rai 4, Rai 5, Rai News 24, Rai Sport, Rai Movie, Rai Premium, Rai Yoyo, Rai Gulp, Rai Storia, Rai Scuola) e la visual radio di Rai Radio 2.
- consultare la guida TV con i palinsesti di tutte le reti TV e radio.
- rivedere i programmi dei giorni precedenti.
- accedere a una proposta di serie, fiction, film, documentari, concerti andati in onda sui canali Rai.
- accedere a contenuti inediti.

RaiPlay è fruibile, inoltre, tramite tutti i browser più diffusi sul mercato sia su PC sia su smartphone e tablet iOS, Android e Windows, oltre che sotto forma di applicazione per i dispositivi mobili e le Smart TV. In alcune regioni autonome sono attivi siti internet Rai propri in lingua:
- Rai Alto Adige, Rai Südtirol, Rai Ladinia per la regione Trentino-Alto Adige, rispettivamente in italiano, tedesco e ladino;
- Rai Friuli-Venezia Giulia e Rai Furlanija Julijska Krajina per la regione Friuli-Venezia Giulia, rispettivamente in italiano, friulano e sloveno;
- Rai Vd'A per la regione Valle d'Aosta, in italiano e in francese[72].

Mediante il portale RaiPlay Sound è possibile, invece, fruire dei medesimi servizi di RaiPlay ma dedicati alle reti di Rai Radio.
Rai.it consente di conoscere, in base ai diversi fusi orari, la programmazione dei quattro canali televisivi di Rai Italia diffusi nei quattro continenti.

## Orchestra sinfonica nazionale
L'Orchestra Sinfonica Nazionale della Rai è nata dall'unificazione delle orchestre della Rai di Torino, Milano, Roma e Napoli. L'Orchestra, con sede a Torino presso l'Auditorium Rai di piazza Rossaro, realizza concerti sinfonici trasmessi prevalentemente da Rai Radio 3 e in TV da Rai 5. Si occupa della registrazione di sigle e colonne sonore di programmi televisivi e radiofonici Rai e partecipa a numerosi concerti ed eventi musicali italiani nonché a tournée in Europa (tra le quali in Svizzera e in Russia) e Sud America. Da ottobre 2023 il direttore è Andrés Orozco-Estrada.

## Editoria
Rai Libri società attiva nel mercato editoriale con diverse pubblicazioni di riviste e libri. Da qualche anno, con lo stesso marchio vengono pubblicati CD e DVD legati ai programmi televisivi prodotti dall'azienda, in precedenza editi da Rai Trade.
Proprio quest'ultima nacque dalle ceneri delle etichette discografiche ufficiali gestite dalla Rai, mediante le quali venivano stampate e diffuse tutte le opere musicali legate alla TV a partire dal 1957 (prevalentemente colonne sonore e sigle): Cetra, poi fusa con la Fonit in Fonit Cetra, e successivamente in Nuova Fonit Cetra.
Tra i molti artisti che hanno inciso per la Fonit Cetra ricordiamo Narciso Parigi, Claudio Villa, il Quartetto Cetra, Sergio Endrigo, Marisa Sannia, Marco Armani, i New Trolls, i Delirium, Patty Pravo, Milva, Bruno Venturini, Roberto Balocco, Otello Profazio, Gipo Farassino, Amedeo Minghi, Mietta, Mango, Loretta Goggi, Raffaella Carrà, Mia Martini, Ivano Fossati e Fausto Papetti, Luca Barbarossa, Manuel De Peppe, Michele Zarrillo, i Ricchi e Poveri, Gino Paoli, Gigi Finizio, gli Osanna, Renzo Arbore, Gigi D'Alessio, Nancy Cuomo, Anna Loddo, Rosa Balistreri, Maria Carta, Antonietta Laterza, Mimmo Cavallo, l'attrice Dalila Di Lazzaro, e tanti altri.

## Radiocorriere TV
È un periodico settimanale edito dalla Rai che si occupa della presentazione dei propri programmi radio-TV e che dal 2014 viene pubblicato solo in edizione digitale sul web aziendale.
Venne pubblicato per la prima volta il 18 gennaio 1925 con il nome di "Radio Orario" quale organo ufficiale della Unione Radiofonica Italiana con sede in Roma.
Nel gennaio 1930 il settimanale, che usciva di sabato, veniva pubblicato con il nuovo nome di "Radio Corriere" organo della EIAR.
La prima settimana di gennaio del 1959 la testata cambia nome in "Radiocorriere TV".
Il 6 settembre 1999 il Radiocorriere TV torna in edicola dopo quattro anni di assenza.
Dal 3 gennaio 2014 lo storico periodico passa dalla carta stampata alla sola pubblicazione, gratuita, sul web. Tutti i numeri pubblicati nel tempo sono presenti in un archivio digitale e possono essere consultati e scaricati in formato PDF.

## Innovazione e ricerca
Il centro ricerche e innovazione tecnologica, denominato dal 2018 Rai CRITS (acronimo di Centro Ricerche, Innovazione Tecnologica e Sperimentazione), si trova a Torino in Via Cavalli, 6 dopo il trasferimento dalla sede storica di Corso Giambone 68 occupata dal 1961 fino al 2014.
Nasce a Torino nel 1930 come “Laboratorio e Officine”, nel 1961 diventa “Laboratorio Ricerche”, nel 1999 assume la denominazione di “Centro Ricerche e Innovazione Tecnologica” (CRIT) e, dal 2018, quella attuale.
Qui vengono studiate e progettate nuove tecniche di broadcasting sia per la TV sia per la radio, concentrandosi in particolare su applicazioni innovative per la trasmissione digitale del segnale TV.
Le tecnologie sviluppate in questa struttura sono brevetti di proprietà del gruppo Rai e possono essere offerti su licenza a privati.

## Sedi e centri di produzione
La sede legale e amministrativa, la presidenza e la direzione delle reti generaliste sono a Roma in Viale Giuseppe Mazzini 14; la direzione generale è invece divisa tra viale Mazzini e la nuova sede di Via Cavalli 6 a Torino che ha sostituito quella all'interno del grattacielo Rai di Via Cernaia 33. Torino ospita anche il centro ricerche e innovazione tecnologica e l'auditorium di Piazza Rossaro, 1 dove si esibisce l'orchestra sinfonica nazionale.

### Centri di produzione televisiva (CPTV)
| Città  | Sede                                                 | Tipo di struttura |
| ------ | ---------------------------------------------------- | ----------------- |
| Roma   | CPTV Raffaella Carrà - via Teulada, 66               | 9 studi           |
| Roma   | Centro radiotelevisivo Biagio Agnes (Saxa Rubra)     | 14 studi          |
| Roma   | Studi televisivi Fabrizio Frizzi (ex Dear)           | 7 studi           |
| Roma   | Teatro delle Vittorie                                | Teatro            |
| Roma   | Auditorium Rai del Foro Italico                      | Auditorium        |
| Milano | CPTV Corso Sempione - Corso Sempione, 27             | 6 studi           |
| Milano | CPTV Mecenate - via Mecenate, 76                     | 6 studi           |
| Napoli | CP viale Marconi, 9                                  | 7 studi           |
| Napoli | Auditorium Rai di Napoli "Domenico Scarlatti"        | Auditorium        |
| Torino | Centro di produzione TV Piero Angela - via Verdi, 16 | 8 studi           |
| Torino | Auditorium Rai di Torino "Arturo Toscanini"          | Auditorium        |
| Torino | Centro ricerche Rai                                  | Centro ricerche   |

### Centri di produzione radiofonica (CPR)
| Città  | Sede                  |
| ------ | --------------------- |
| Roma   | CPR via Asiago, 10    |
| Roma   | CP Saxa Rubra         |
| Milano | CP Corso Sempione, 27 |
| Napoli | CP viale Marconi, 9   |
| Torino | CP via Verdi, 31      |

### Sedi regionali - produzione TV e radio
- Valle d'Aosta: Saint-Christophe, località Grande-Charrière, 70
- Piemonte: Torino, via Verdi, 16 (CPTV)
- Liguria: Genova, corso Europa, 125
- Lombardia: Milano, corso Sempione, 27 (CPTV)
- Trentino-Alto Adige: Trento, via Fratelli Perini, 141 e Bolzano, piazza G. Mazzini, 23 - con tre redazioni per radio e TV: lingua italiana, lingua tedesca, lingua ladina
- Veneto: Venezia, Cannaregio, 275
- Friuli-Venezia Giulia: Trieste, via Fabio Severo, 7 - con due redazioni per radio e TV: lingua italiana e lingua friulana, lingua slovena
- Emilia-Romagna: Bologna, viale della Fiera, 13
- Toscana: Firenze, largo Alcide De Gasperi, 1
- Umbria: Perugia, via Luigi Masi, 2La sede Rai Sicilia a Palermo

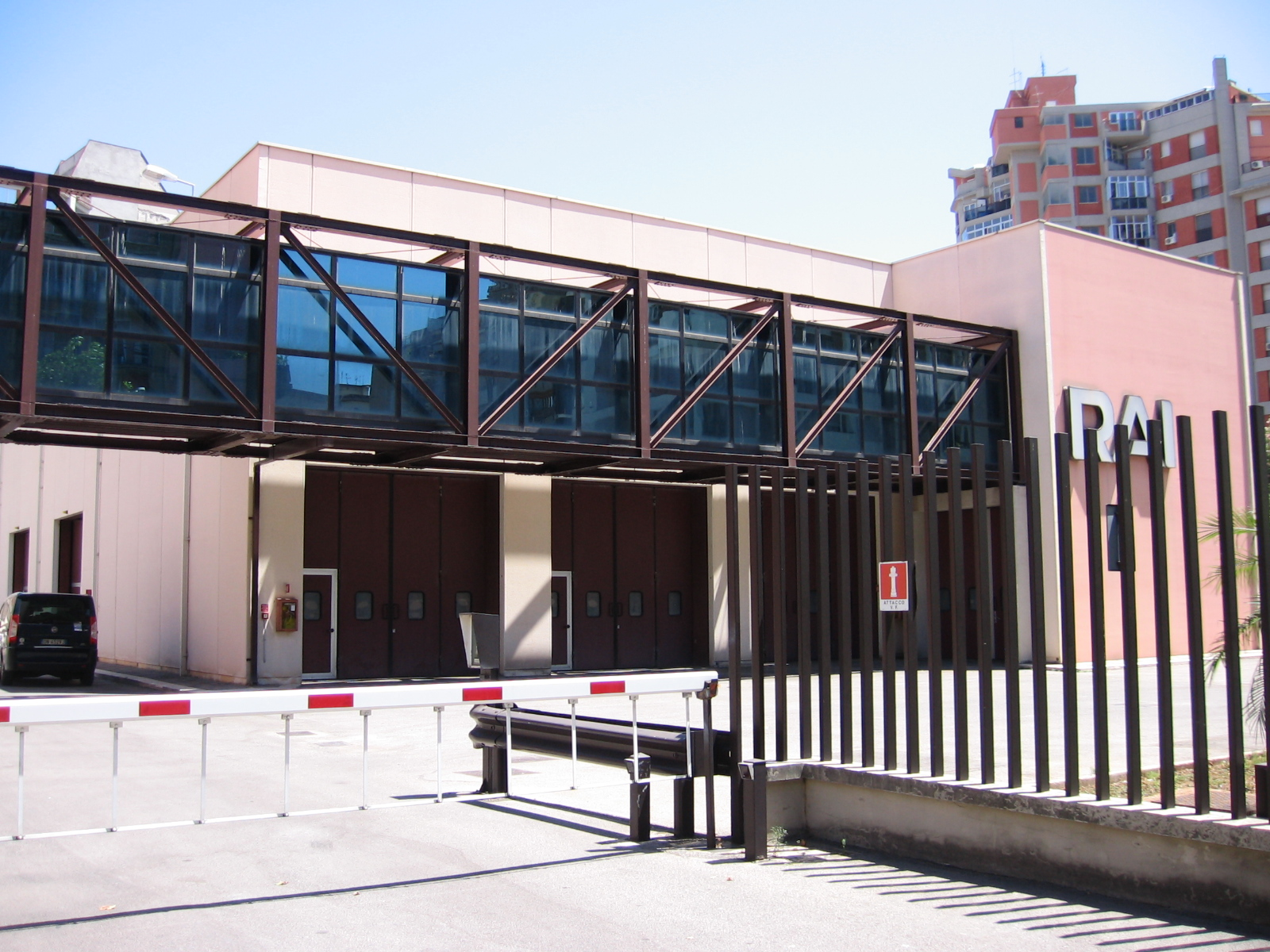
La sede Rai Sicilia a Palermo

- Marche: Ancona, Piazza della Repubblica, 1
- Lazio: Roma, largo Villy De Luca, 4, (Saxa Rubra) (CPTV)
- Abruzzo: Pescara, via De Amicis, 29
- Molise: Campobasso, Contrada Colle delle Api snc
- Campania: Napoli, via Guglielmo Marconi, 9 (CPTV)
- Puglia: Bari, via Dalmazia, 104
- Basilicata: Potenza, via dell'Edilizia, 2
- Calabria: Cosenza, via Guglielmo Marconi snc
- Sicilia: Palermo, viale Strasburgo, 19
- Sardegna: Cagliari, viale Bonaria, 124

### Sedi regionali distaccate

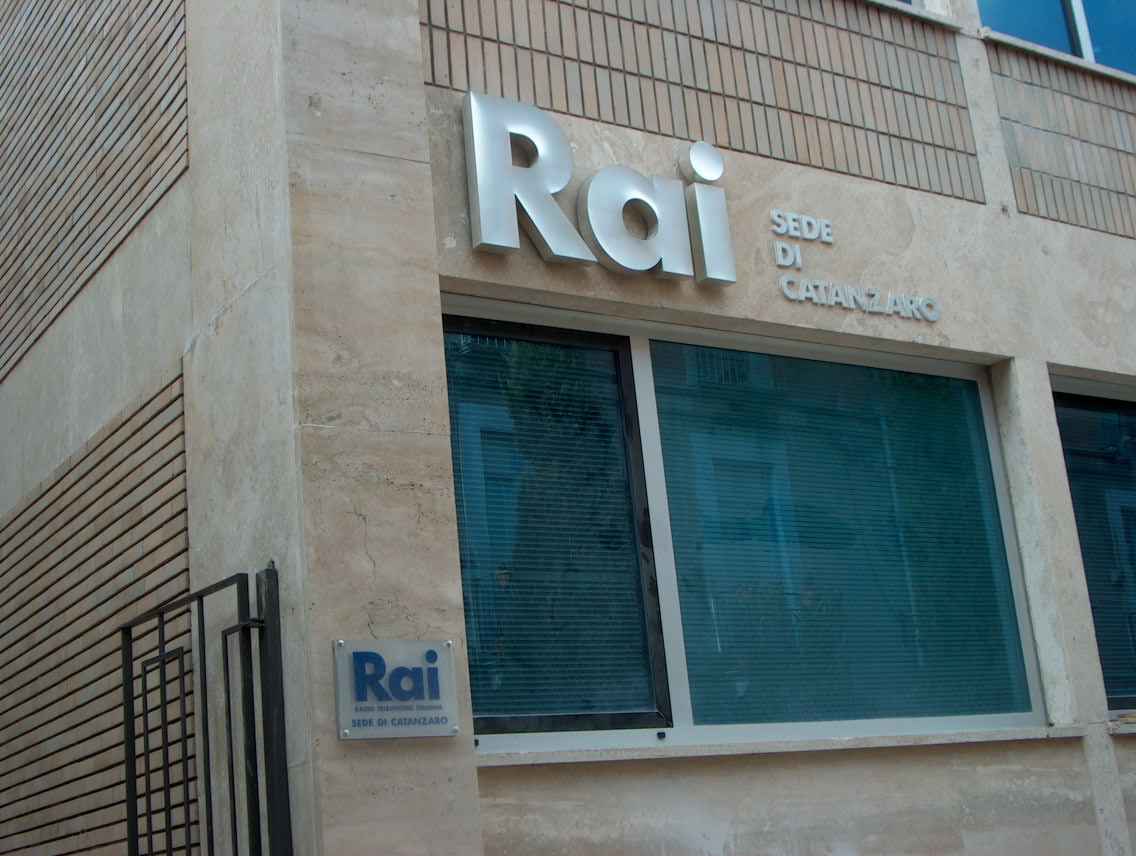
Sede di Rai Calabria in via Giuseppe Raffaelli, 15 a Catanzaro

- Friuli-Venezia Giulia: Udine, via Umberto Caratti, 20
- Abruzzo: L'Aquila, via Leonardo da Vinci, 6 presso palazzo Silone, sede della regione Abruzzo
- Calabria: Catanzaro, via Giuseppe Raffaelli, 15 dietro a palazzo di Vetro
- Calabria: Reggio Calabria, via cardinale Gennaro Portanova palazzo Tommaso Campanella Consiglio Regionale della Calabria
- Sicilia: Catania, via Passo Gravina, 158
- Sardegna: Sassari, via dei Mille, 9/A

### Sedi all'estero
- Berlino: Rino Pellino, Barbara Gruden
- Bruxelles: Gavino Moretti, Donato Bendicenti, Marilù Lucrezio
- / Gerusalemme: Giovan Battista Brunori, Maria Gianniti
- Il Cairo: Giuseppe Bonavolontà, Leonardo Sgura, Marc Innaro
- Londra: Natalia Augias, Nicoletta Manzione
- New York: Claudio Pagliara, Laura Pepe, Dario Laruffa
- Parigi: Gennaro Sangiuliano, Alessandra De Stefano
- Pechino: Marco Clementi, Nello Puorto
- Mosca: Caterina Doglio, Liana Mistretta
- Istanbul: Carmela Giglio, Sergio Paini
- Nairobi: Enzo Nucci, Valerio Cataldi

I precedenti uffici di corrispondenza da Beirut, Buenos Aires, Madrid e Nuova Delhi e San Paolo sono stati chiusi nel 2012 a seguito di una riduzione dei costi aziendali. Le sedi di Mosca, Istanbul e Nairobi, anch'esse chiuse nel 2012, sono state in seguito ripristinate (la prima nel 2013 e le altre due nel 2015); nel 2016 è stata aperta la sede di Rio de Janeiro (in occasione dei giochi olimpici del 2016) per le corrispondenze dal Brasile e il resto del Sudamerica. Le sedi estere sono ora 12.

## Le minoranze linguistiche e le regioni autonome
La Rai, per dovere contrattuale, trasmette da alcune sedi regionali una programmazione più vicina alle popolazioni e alle realtà locali.

### Trentino-Alto Adige
La sede Rai di Bolzano gestisce la programmazione regionale più complessa, trasmettendo per i tre gruppi linguistici italiano, tedesco e ladino.
Oltre alle edizioni quotidiane del TGR e al Settimanale del sabato in lingua italiana, trasmesso per il Trentino-Alto Adige separatamente per le Province autonome di Bolzano e Trento, ogni domenica mattina, nella fascia oraria 09:45-10:55, alternativamente da Bolzano e da Trento, vengono trasmessi programmi riguardanti le due Province (ambiente, economia, tradizioni...): per i cittadini (Puntopiù - a cura del centro consumatori) o riguardanti altre minoranze linguistiche (e realtà culturali simili, in Italia e in Europa), tra cui vi è Alpe Adria (prodotto da Rai Friuli Venezia Giulia di Trieste, ma con la collaborazione di Bolzano e Trento).
La minoranza di lingua tedesca ha un proprio canale generalista dedicato, denominato Rai 3 bis, su cui opera la struttura Rai Südtirol (fino al 2014 Rai Sender Bozen), il cui orario di trasmissione varia quotidianamente (il lunedì le trasmissioni iniziano alle 6:30 e terminano alle 22:30) e che nei tempi morti ripete Rai 3. Sulle frequenze di Rai 3 vengono trasmessi programmi dedicati ai bambini (Karamela, Die Abenteuer der Maus auf dem Mars), agli adolescenti e studenti (Klick-das Jugend Info-Magazin), agli anziani (Regenbogen), all'agricoltura (Landwirtschaft), all'economia e alla società (Trend, Pluspunkt), alla cultura, alla storia, all'attualità (Pro und Kontra) e allo sport (Sport am Sonntag).
La struttura tedesca è anche inserita, in quanto parte della Rai, nel circuito dell'Unione europea di radiodiffusione (Eurovisione) e produce il popolare concorso canoro della "Volksmusik" (musica popolare, Grand Prix der Volksmusik) insieme a tre emittenti pubbliche estere: la tedesca ZDF, l'austriaca ORF e la svizzero-tedesca SRF. La trasmissione viene prodotta ogni anno in un luogo diverso e nel 2002 ha avuto luogo a Merano ed è stata organizzata dal Sender Bozen. Inoltre la rete trasmette in diretta, ogni anno, il concorso pianistico internazionale Ferruccio Busoni e le selezioni per il "Grand Prix der Volksmusik", nonché edizioni speciali a cura della redazione giornalistica in casi di avvenimenti elettorali.
Ogni giorno vengono trasmessi due notiziari della durata di circa 20 minuti, alle 20:00 (Tagesschau) e alle 22:10 (Tagesschau 10 nach 10), che trattano di argomenti locali, nazionali e internazionali.
La struttura Rai Ladinia cura i programmi in lingua ladina, tra cui il notiziario locale, inserito alle 19:55 fra TGR e Tagesschau, della durata di 5 minuti e chiamato TRaiL (Televijion Rai Ladina), nonché un programma settimanale chiamato Paladina, della durata di circa 40 minuti. I programmi della sede vengono trasmessi su tutto il territorio provinciale dell'Alto Adige.

### Valle d'Aosta
Dalla sede regionale per la Valle d'Aosta (in francese, Siège régional pour la Vallée d'Aoste) di Saint-Christophe vengono diffusi quotidianamente programmi regionali in italiano, o in francese, alle ore 20 (la domenica al mattino).
Il TG regionale delle 19:35 contiene notizie in italiano, francese (spesso con servizi dalla redazione di France 3 della regione Rodano-Alpi riguardanti eventi o argomenti relativi ai dipartimenti francesi limitrofi) e talvolta in patois valdostano. La TGR va in onda senza sottotitoli, in virtù del bilinguismo totale che vige in Valle d'Aosta. Si tratta di un caso unico nel panorama delle minoranze linguistiche d'Italia, legato alla politica d'istruzione vigente, atta a non separare la società valdostana in comunità linguistiche. Successivamente alla TGR, prevalentemente in italiano, viene diffusa la trasmissione RAI Vd'A - Programmes, largamente in francese e spesso anche in patois valdostano, anche in questo caso senza sottotitoli per lo stesso motivo.

### Sardegna
In Sardegna vi sono due sedi della Rai: la principale a Cagliari e un'altra a Sassari, in entrambe si trovano gli archivi che custodiscono le teche di Rai Sardegna, aperti al pubblico dal 2005, o visionabili on line dal sito della biblioteca digitale della Sardegna, dopo un lavoro di recupero e catalogazione del materiale radiofonico e audiovisivo, prodotto in circa 50 anni di attività dalle due sedi Rai.

### Sicilia
La sede Rai Sicilia ha due dislocazioni, la principale a Palermo e l'altra a Catania. Nella sede di Palermo di viale Strasburgo, nata negli anni '80, vi è un polo produttivo dedicato al Mediterraneo, con un centro di produzione TV e un auditorium, dal 2001 al 2012 produceva il canale in italiano e arabo Rai Med. Quotidianamente si trasmettono TG e GR regionali e si producono le rubriche Mediterraneo, Buongiorno Regione e il Settimanale della TGR.
L'archivio storico di Rai Sicilia è costituito da 886 programmi televisivi realizzati tra il 1979 e il 1993, riversati e digitalizzati, grazie a un accordo con la Regione Siciliana è disponibile on line.

## Governance e dirigenza
La Rai è soggetta a una particolare disciplina di governance per tutelare la peculiarità delle attività della stessa. Varie modifiche legislative infatti sono state necessarie per le pronunce della Corte costituzionale, che ha riconosciuto il ruolo fondamentale del servizio pubblico per l'attuazione dell'articolo 21 della Costituzione italiana.
Secondo la riforma della Rai del 2015, il consiglio di amministrazione consta di 7 membri, di cui quattro nominati da Camera e Senato, due dal governo e uno dall'assemblea dei dipendenti. I membri del Consiglio d'Amministrazione hanno un termine di mandato di tre anni anche se possono essere nominati di nuovo.
La riforma del 2015 ha modificato anche la nomina del presidente del CdA (scelto ora da quest'ultimo tra i suoi membri) e ha introdotto la figura dell'amministratore delegato.
Il Testo unico della radiotelevisione qualifica la Rai come "società di interesse nazionale", ai sensi dell'articolo 2461 del codice civile italiano.

### Presidenti
| Nome                  | dal              | al               | Note                                                          |
| --------------------- | ---------------- | ---------------- | ------------------------------------------------------------- |
| Arturo Carlo Jemolo   | 20 aprile 1945   | 9 agosto 1946    | Presidenti RAI - Radio Audizioni Italiane                     |
| Giuseppe Spataro      | 9 agosto 1946    | 17 maggio 1951   | Presidenti RAI - Radio Audizioni Italiane                     |
| Cristiano Ridomi      | 17 maggio 1951   | 11 marzo 1954    | Presidenti RAI - Radio Audizioni Italiane                     |
| Antonio Carrelli      | 3 giugno 1954    | 4 gennaio 1961   |                                                               |
| Novello Papafava      | 4 gennaio 1961   | 25 marzo 1964    |                                                               |
| Pietro Quaroni        | 29 maggio 1964   | 12 aprile 1969   |                                                               |
| Aldo Sandulli         | 23 aprile 1969   | 18 febbraio 1970 |                                                               |
| Umberto Delle Fave    | 24 marzo 1970    | 22 aprile 1975   |                                                               |
| Beniamino Finocchiaro | 23 maggio 1975   | 20 gennaio 1977  |                                                               |
| Paolo Grassi          | 20 gennaio 1977  | 12 giugno 1980   |                                                               |
| Sergio Zavoli         | 12 giugno 1980   | 23 ottobre 1986  |                                                               |
| Enrico Manca          | 23 ottobre 1986  | 19 febbraio 1992 |                                                               |
| Walter Pedullà        | 19 febbraio 1992 | 13 luglio 1993   |                                                               |
| Claudio Dematté       | 13 luglio 1993   | 12 luglio 1994   |                                                               |
| Letizia Moratti       | 12 luglio 1994   | 24 aprile 1996   |                                                               |
| Giuseppe Morello      | 24 aprile 1996   | 10 luglio 1996   |                                                               |
| Vincenzo Siciliano    | 10 luglio 1996   | 21 gennaio 1998  |                                                               |
| Roberto Zaccaria      | 3 febbraio 1998  | 16 febbraio 2002 |                                                               |
| Vittorio Emiliani     | 16 febbraio 2002 | 22 febbraio 2002 | Consigliere anziano - facente funzioni                        |
| Antonio Baldassarre   | 5 marzo 2002     | 26 febbraio 2003 |                                                               |
| Paolo Mieli           | 7 marzo 2003     | 13 marzo 2003    | Nominato dai presidenti delle Camere ma mai entrato in carica |
| Lucia Annunziata      | 13 marzo 2003    | 4 maggio 2004    |                                                               |
| Francesco Alberoni    | 5 maggio 2004    | 31 maggio 2005   | Consiglieri anziani - facenti funzioni                        |
| Sandro Curzi          | 1º giugno 2005   | 30 luglio 2005   | Consiglieri anziani - facenti funzioni                        |
| Claudio Petruccioli   | 31 luglio 2005   | 25 marzo 2009    |                                                               |
| Paolo Garimberti      | 26 marzo 2009    | 8 giugno 2012    |                                                               |
| Anna Maria Tarantola  | 8 giugno 2012    | 5 agosto 2015    |                                                               |
| Monica Maggioni       | 6 agosto 2015    | 26 luglio 2018   | [ 90 ]                                                        |
| Marcello Foa          | 27 luglio 2018   | 16 luglio 2021   | [ 91 ]                                                        |
| Marinella Soldi       | 16 luglio 2021   | 10 agosto 2024   | [ 92 ]                                                        |
| Roberto Sergio        | 10 agosto 2024   | 1º ottobre 2024  | Consiglieri anziani - facenti funzioni                        |
| Antonio Marano        | 1º ottobre 2024  | in carica        | Consiglieri anziani - facenti funzioni                        |

### Amministratori delegati
| Nome                          | dal             | al              | Note   |
| ----------------------------- | --------------- | --------------- | ------ |
| Filiberto Guala               | 3 giugno 1954   | 26 giugno 1956  | [ 93 ] |
| Marcello Rodinò di Miglione   | 27 giugno 1956  | 28 aprile 1965  | [ 93 ] |
| Gianni Granzotto              | 29 aprile 1965  | 12 aprile 1969  | [ 93 ] |
| Luciano Paolicchi             | 13 aprile 1969  | 28 luglio 1971  | [ 93 ] |
| Carica non in uso (1971–2018) |                 |                 |        |
| Fabrizio Salini               | 27 luglio 2018  | 16 luglio 2021  | [ 94 ] |
| Carlo Fuortes                 | 16 luglio 2021  | 14 maggio 2023  |        |
| Roberto Sergio                | 15 maggio 2023  | 1º ottobre 2024 | [ 95 ] |
| Giampaolo Rossi               | 1º ottobre 2024 | in carica       |        |

### Direttori generali
| Nome                      | dal             | al                |
| ------------------------- | --------------- | ----------------- |
| Salvino Sernesi           | ottobre 1947    | 1953              |
| Giovan Battista Vicentini | 13 marzo 1954   | 13 marzo 1955     |
| Rodolfo Arata             | 13 aprile 1956  | 30 settembre 1960 |
| Ettore Bernabei           | 5 gennaio 1961  | 18 settembre 1974 |
| Michele Principe          | 23 maggio 1975  | 25 gennaio 1977   |
| Giuseppe Glisenti         | 26 gennaio 1977 | 17 giugno 1977    |
| Pierantonino Berté        | 12 luglio 1977  | 18 giugno 1980    |
| Villy de Luca             | 19 giugno 1980  | 21 luglio 1982    |
| Biagio Agnes              | 29 luglio 1982  | 1º febbraio 1990  |
| Gianni Pasquarelli        | 5 febbraio 1990 | 23 luglio 1993    |
| Gianni Locatelli          | 23 luglio 1993  | 3 agosto 1994     |
| Gianni Billia             | 3 agosto 1994   | 31 dicembre 1994  |
| Raffaele Minicucci        | 16 gennaio 1995 | 28 febbraio 1996  |
| Aldo Materia              | 6 marzo 1996    | 15 luglio 1996    |
| Franco Iseppi             | 15 luglio 1996  | 8 febbraio 1998   |
| Pier Luigi Celli          | 9 febbraio 1998 | 9 febbraio 2001   |
| Claudio Cappon            | 9 febbraio 2001 | 19 marzo 2002     |
| Agostino Saccà            | 19 marzo 2002   | 27 marzo 2003     |
| Flavio Cattaneo           | 27 marzo 2003   | 5 agosto 2005     |
| Alfredo Meocci            | 5 agosto 2005   | 20 giugno 2006    |
| Claudio Cappon            | 22 giugno 2006  | 2 aprile 2009     |
| Mauro Masi                | 2 aprile 2009   | 2 maggio 2011     |
| Lorenza Lei               | 3 maggio 2011   | 16 luglio 2012    |
| Luigi Gubitosi            | 17 luglio 2012  | 5 agosto 2015     |
| Antonio Campo Dall'Orto   | 6 agosto 2015   | 2 giugno 2017     |
| Mario Orfeo               | 9 giugno 2017   | 26 luglio 2018    |
| Alberto Matassino         | 27 marzo 2019   | 15 settembre 2021 |
| Giampaolo Rossi           | 15 maggio 2023  | 1º ottobre 2024   |
| Roberto Sergio            | 1º ottobre 2024 | in carica         |

### Struttura organizzativa
| Organo/Settore                                          | Nome                              |
| ------------------------------------------------------- | --------------------------------- |
| Presidente del consiglio di amministrazione             | Antonio Marano (facente funzioni) |
| Amministratore delegato                                 | Giampaolo Rossi                   |
| Governance e segreteria societaria/Staff del presidente | Nicola Claudio                    |
| Area Corporate e supporto                               |                                   |
| Staff dell'amministratore delegato                      | Paola Marchesini                  |
| Risorse umane e organizzazione                          | Felice Ventura                    |
| Comunicazione                                           | Fabrizio Casinelli                |
| Relazioni internazionali e affari europei               | Simona Martorelli                 |
| Relazioni istituzionali                                 | Angela Mariella                   |
| Rai per la Sostenibilità ESG                            | Roberto Natale                    |
| Affari legali e societari                               | Francesco Spadafora               |
| Acquisti                                                | Massimo Rosso                     |
| Diritti sportivi                                        | vacante                           |
| Risorse televisive e artistiche                         | Alberto Longatti                  |
| Canone, beni artistici e accordi istituzionali          | Roberto Ferrara                   |

### Direttori editoriali
- Direzione editoriale per l'offerta informativa: vacante
- Direzione creativa: Massimo Maritan
- Offerta estero: Mariarita Grieco
- Reti e piattaforme: Tonio Di Stefano
- Rai Pubblica Utilità: Giuseppe Sangiovanni

## Consiglio di amministrazione

### Consiglieri designati dalla Commissione parlamentare di vigilanza e dal parlamento
- Alessandro Di Majo[96]
- Federica Frangi[96]
- Antonio Marano[96]
- Roberto Natale[96]

### Consigliere designato dai dipendenti Rai
- Davide Di Pietro (dal 20 novembre 2023)[96]

### Consiglieri designati dal Ministero dell'economia e delle finanze
- Giampaolo Rossi (amministratore delegato)[96]
- Simona Agnes[96]

## Direttori

### Strutture e direzioni di genere
| Nome                       | Direttore              | In carica dal    |
| -------------------------- | ---------------------- | ---------------- |
| Cultura ed Educational     | Fabrizio Zappi         | 20 marzo 2025    |
| Documentari                | Luigi Del Plavignano   | 20 marzo 2025    |
| Cinema e Serie TV          | Adriano De Maio        | 25 maggio 2023   |
| Fiction                    | Maria Pia Ammirati     | 10 novembre 2020 |
| Approfondimento            | Paolo Corsini          | 25 maggio 2023   |
| Intrattenimento Day Time   | Angelo Mellone         | 25 maggio 2023   |
| Intrattenimento Prime Time | Williams Di Liberatore | 20 marzo 2025    |
| Kids                       | Roberto Genovesi       | 20 marzo 2025    |
| Sport                      | Paolo Petrecca         | 20 marzo 2025    |
| Rai Radio                  | Marco Caputo           | 20 marzo 2025    |
| Rai Quirinale              | Andrea Covotta         | settembre 2019   |
| Rai Teche                  | Andrea Sassano         | 7 ottobre 2021   |
| Rai Vaticano               | Stefano Ziantoni       | 9 ottobre 2022   |
| Rai Italia                 | Mariarita Grieco       | 20 marzo 2025    |
| Pubblicità e Diritti Radio | vacante                | 15 maggio 2023   |

### Canali radiofonici
| Canale                   | Direttore                | In carica dal  |
| ------------------------ | ------------------------ | -------------- |
| Rai Radio 1              | Nicola Rao               | 5 giugno 2025  |
| Rai Radio 2              | Giovanni Alibrandi       | 5 giugno 2025  |
| Rai Radio 3              | Andrea Montanari         | 25 marzo 2021  |
| Rai Radio Tutta Italiana | Gianmaurizio Foderaro    | 12 giugno 2017 |
| Rai Radio 3 Classica     | Maria Gabriella Ceracchi | 12 giugno 2017 |
| Rai Radio Techete'       | Andrea Borgnino          | 12 giugno 2017 |
| Rai Radio Live Napoli    | Fabrizio Casinelli       | 12 giugno 2017 |
| Rai Radio Kids           | Gianfranco Onofri        | 12 giugno 2017 |
| Rai Isoradio             | Alessandra Ferraro       | 13 giugno 2023 |
| Rai Gr Parlamento        | Nicola Rao               | 5 giugno 2025  |
| Rai Radio 1 Sport        | Nicola Rao               | 5 giugno 2025  |
| Rai Radio Trst A         | Guido Corso              | 3 giugno 2013  |
| Rai Südtirol Radio       | Vittorio Longati         | 1º agosto 2013 |

### Testate giornalistiche

#### Televisione
| Testata        | Direttore          | In carica dal  |
| -------------- | ------------------ | -------------- |
| TG1            | Gian Marco Chiocci | 25 maggio 2023 |
| TG2            | Antonio Preziosi   | 25 maggio 2023 |
| TG3            | Pierluca Terzulli  | 20 marzo 2025  |
| Rai News       | Federico Zurzolo   | 20 marzo 2025  |
| Rai Sport      | Paolo Petrecca     | 20 marzo 2025  |
| Rai Parlamento | Giuseppe Carboni   | 25 maggio 2023 |

#### Radio
| Testata            | Direttore  | In carica dal |
| ------------------ | ---------- | ------------- |
| Giornale Radio Rai | Nicola Rao | 5 giugno 2025 |

#### Regionale (TV e radio)
| Testata | Direttore         | In carica dal |
| ------- | ----------------- | ------------- |
| TGR     | Roberto Pacchetti | 20 marzo 2025 |

## Azionisti
- Ministero dell'economia e delle finanze (99,56%)[97]
- SIAE (0,44%)

## Società
Il Gruppo Rai comprende diverse società che operano nel mercato dei media e del broadcasting.

### Controllate
- Rai Pubblicità S.p.A. - 100%
- RaiNet S.p.A. - 100% (chiusa nel 2014)
- Rai Way S.p.A. - 65,07%
- Rai Com S.p.A. - 100%
- Rai Cinema S.p.A. - 100%
- 01 Distribution (come divisione) - 100%
- RaiWeb S.p.A. - 92,90% di proprietà Rai S.p.A., 7,10% Rai Com S.p.A. e 1,00% Rai Cinema S.p.A.

### Collegate
- RTV San Marino S.p.A. - 50,00%
- RTV Radio Marino - 51,00%
- Tivù S.r.l. - 48,16%
- Auditel S.p.A. - 33,00%
- Euronews - insieme ad altre televisioni pubbliche europee possiede circa il 12%
- RaiPlay S.p.A. - 94,90%, SIAE 1,10%, RaiWeb S.p.A. 5,00%

RaiWeb è una società creata per tutelare i diritti d'immagine dei propri programmi televisivi che vengono riprodotti su YouTube, Instagram, TikTok e altre piattaforme; dall'11 gennaio 2024 si occupa della tutela dei diritti d'immagine anche per i contenuti e le produzioni di RaiPlay, Rai Cinema e Rai Teche.
Inoltre la Rai è uno dei membri fondatori dell'UER.
La Rai si è specializzata negli ultimi anni anche nelle produzioni cinematografiche Rai Cinema, con la quale è spesso presente in prestigiosi concorsi cinematografici internazionali con altrettanto prestigiose coproduzioni.
Rai Way è la società a cui la Rai ha trasferito la sua rete di trasmissione, mentre Rai Com è la società che si occupa di promuovere l'immagine dell'Italia nel mondo attraverso le migliori produzioni radiotelevisive della capogruppo.

## Convenzioni
- Con l'Italia
I rapporti con lo Stato italiano sono regolati da una convenzione triennale[100].
- Con la Repubblica di San Marino
La Rai è stata parte attiva nella creazione di San Marino RTV, radiotelevisione pubblica del piccolo Stato. L'azienda italiana nomina per essa il direttore generale. A marzo 2008 le due parti hanno rinnovato la convenzione per altri 5 anni.
- Con Euronews
La Rai è il secondo tra gli azionisti pubblici di riferimento di Euronews SA, la società che si occupa della gestione del canale all-news Euronews.

## Canone
Per onorare la concessione con lo Stato italiano, la Rai può contare su un'ampia quota devoluta dallo Stato di un'imposta sugli apparecchi televisivi, chiamata canone televisivo dovuta da chiunque detenga apparecchi in grado di ricevere trasmissioni televisive.
In compensazione di questa entrata, la Rai deve rispettare un contratto di servizio con lo Stato italiano, pena un'eventuale revoca della concessione annuale. La concessionaria dal servizio radiotelevisivo pubblico svolge una funzione di servizio universale di pubblica utilità, ed è interessata da una particolare disciplina rispetto alle emittenti commerciali regolato con il Contratto di Servizio.
Nel 2016 i contribuenti hanno versato alla Rai attraverso il canone 2,1 miliardi di euro.

## Controversie

### Lottizzazione
Taluni osservatori, commentatori e giornalisti, nonché forze politiche minoritarie, accusano la Rai di essere soggetta a un pressante controllo politico da parte del Parlamento e del Governo e di non essere dunque in grado di assicurare un'informazione indipendente, non condizionata da interessi di singoli politici o gruppi di emittenti televisive. Un'altra accusa alla RAI è di mancare di pluralismo e di operare censura verso professionisti di indubbio valore e competenza ma sgraditi agli uomini politici di riferimento. Tale controllo avviene tramite la nomina di persone chiave scelte dai partiti politici, in un'ottica di lottizzazione.
Celebre è la ripartizione avvenuta durante la Prima Repubblica dopo la riforma del 1975, quando Rai 1 era influenzata dalla Democrazia Cristiana, Rai 2 dal Partito Socialista Italiano e Rai 3 dal Partito Comunista Italiano. Stessa cosa avvenne nei canali radiofonici e relativi giornali radio dove Radio 1 era influenzata dal Partito Socialista Italiano, mentre Radio 2 era più vicina alla Democrazia Cristiana; Radio 3 invece influenzata dai partiti minori (Partito Socialista Democratico Italiano, Partito Liberale Italiano e Partito Repubblicano Italiano).
La proposta principale che viene avanzata per risolvere questo problema è di svincolare almeno parzialmente la Rai dal controllo dei partiti politici adottando norme specifiche per la governance, come avviene in altri paesi europei.

### Cattiva amministrazione
Nel 2008 Denise Pardo in un articolo su L'Espresso accusa la Rai di una cattiva gestione che avrebbe portato continui sprechi e una struttura interna elefantiaca tali da pregiudicare la produzione ottimale dei programmi radiotelevisivi di servizio.

### TeleMeloni
A partire dal 2023-2024, la Rai viene spesso accusata di essere troppo di parte e soprannominata quindi TeleMeloni. La Presidente del Consiglio Giorgia Meloni ribatte accusando la sinistra di monopolizzare le televisioni e pensare che gli altri facciano lo stesso. Anche l'amministratore delegato Roberto Sergio contesta l'appellativo TeleMeloni ribattendo Teleopposizioni. Secondo la leader del Partito Democratico Elly Schlein la Rai non sarebbe più un servizio pubblico.

## Speaker
Qui di seguito viene riportato un prospetto delle principali annunciatrici e speaker storici Rai scelti in base all'anzianità di carriera o alla loro popolarità.
|           | Nome |
| --------- | --- |
| 1954-1970 | Edilio Tarantino Gianni Rossi Luigi Carrai Marco Raviart Riccardo Paladini |
| 1970-1980 | Alberto Lori Giuseppe D'Amore Roberto Di Palma |
| 1980-2006 | Adriana Retacchi Gigi Pirarba Piero Bernacchi Pino Berengo Gardin Teresa Piazza |
| Dal 2006  | Alberto Angrisano Alessandro Rigotti Alessandro Rossi Alessia Patacconi Antonella Giannini Augusto Lombardi Beatrice Margiotti Nunzia Palermo Claudia Razzi Emanuele Ruzza Francesco Pezzulli Isabella Pasanisi Lucio Saccone Massimo Corvo Massimiliano Manfredi Mario Cordova Mirko Mazzanti Gianluca Liborio Paola Mari Paolo Buglioni Roberto Draghetti Rodolfo Bianchi |
| Dal 2023  | Morgana Giovannetti |

## Annunciatrici
| Periodo   | Nome |
| --------- | --- |
| 1954-1970 | Aba Cercato Anna Maria Gambineri Emma Danieli Fulvia Colombo Gabriella Farinon Maria Grazia Picchetti Maria Teresa Ruta Mariolina Cannuli Marisa Borroni Nicoletta Orsomando Nives Zegna Rosanna Vaudetti |
| 1970-1980 | Beatrice Cori Maria Giovanna Elmi Marina Morgan Paola Perissi Roberta Giusti |
| 1980-2003 | Alessandra Canale Ilaria Moscato Katia Svizzero Maria Brivio Maria Rita Viaggi Peppi Franzelin |

## Eurovisione
La Rai è membro fondatore dell'Unione europea di radiodiffusione, chiamata anche UER o EBU (dall'inglese European Broadcasting Union), fondata nel 1950 da 22 radio-televisioni europee occidentali che si staccarono dall'OIRT. L'Eurovisione è il circuito dell'UER che si occupa della trasmissione in tutta Europa di alcuni programmi di valenza nazionale e internazionale. La Rai trasmette in Eurovisione il Festival di Sanremo, il Palio di Siena, lo Zecchino d'Oro, le celebrazioni del Papa prodotte da Rai Vaticano tra cui l'Angelus e altri eventi di rilevanza europea. La Rai è stata uno dei primi enti radiotelevisivi a partecipare allo Eurovision Song Contest, al quale ha preso parte quasi ininterrottamente dal 1956 al 1997 e del quale è stata l'organizzatrice nel 1965, 1991 e 2022. Assente dal 1998 al 2010, la Rai ha ripreso a partecipare al concorso nel 2011 rientrando nel novero dei maggiori finanziatori delle attività dell'UER, potendo quindi esprimere il proprio concorrente direttamente nella finale. La Rai ha partecipato inoltre a tutte le edizioni estive di un'altra fortunata produzione UER, Giochi senza frontiere.
I programmi trasmessi in Eurovisione sono preceduti e seguiti da un'apposita sigla (comune a tutte le emittenti affiliate) che, seppure sia variata negli anni per quel che riguarda la grafica, è stata sempre accompagnata dal preludio del Te Deum di Marc-Antoine Charpentier, pure più volte riarrangiato.

## Slogan
L'azienda ha utilizzato vari slogan nel corso della sua storia. Uno dei più storici è «Rai. Di tutto, di più.», utilizzato fino all'11 settembre 2016 (seppur con varie modifiche negli anni, tra cui «Rai. Di tutti, di più.» e «Rai. Di tutti, ancora di più.»). In occasione degli europei di calcio 2012 è stato temporaneamente introdotto «Se è per tutti, è sulla Rai.».
Per Rai.tv (oggi RaiPlay) è stato utilizzato nel 2012 lo slogan «Qualcosa di più di una TV», mentre nel 2013 «Molto di più che una TV.».
Il 12 settembre 2016 con il lancio di RaiPlay è stato adottato lo slogan «Per te. Per tutti.». La piattaforma, invece, viene pubblicizzata con «Molto più di quanto immagini.» dal 2019.
Il 28 giugno 2022 in occasione della Presentazione dell'Offerta 2022/2023 della Rai, è stato adottato lo slogan «Visione italiana».
Il 7 luglio 2023 in occasione della Presentazione dell'Offerta 2023/2024 della Rai, è stato adottato lo slogan «Di tutto, di tutti.».
Il 19 luglio 2024 in occasione della Presentazione dell'Offerta 2024/2025 della Rai, è stato adottato lo slogan «Più voci, più talento.».

## Cavalli della Rai
Due importanti scultori italiani hanno realizzato monumenti equestri per le due sedi principali della Rai nella capitale:
- Francesco Messina, nel 1966, ha realizzato il famoso Cavallo morente, opera in bronzo posta all'ingresso della sede principale in viale Mazzini, 14 che ospita la presidenza, la direzione generale e quella delle reti televisive;
- Mario Ceroli, nel 1980, ha realizzato il cosiddetto Cavallo alato situato nelle pertinenze del Centro radiotelevisivo Biagio Agnes di Saxa Rubra, all'interno della quale si trovano gli studi delle testate giornalistiche nazionali, della sede laziale della TGR, nonché di Rai Italia, di Rai Radio 1, Isoradio e Gr Parlamento.

## Loghi

1949 - 3 gennaio 1954
3 gennaio 1954 - 3 ottobre 1983[114]
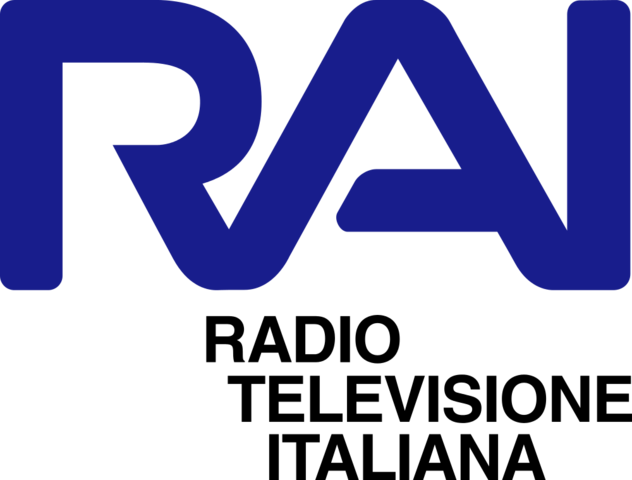
3 ottobre 1983 - 26 settembre 1988
26 settembre 1988 - 16 marzo 2000
16 marzo 2000 - 18 maggio 2010
18 maggio 2010 - 12 settembre 2016
In uso dal 12 settembre 2016